# Femminismo

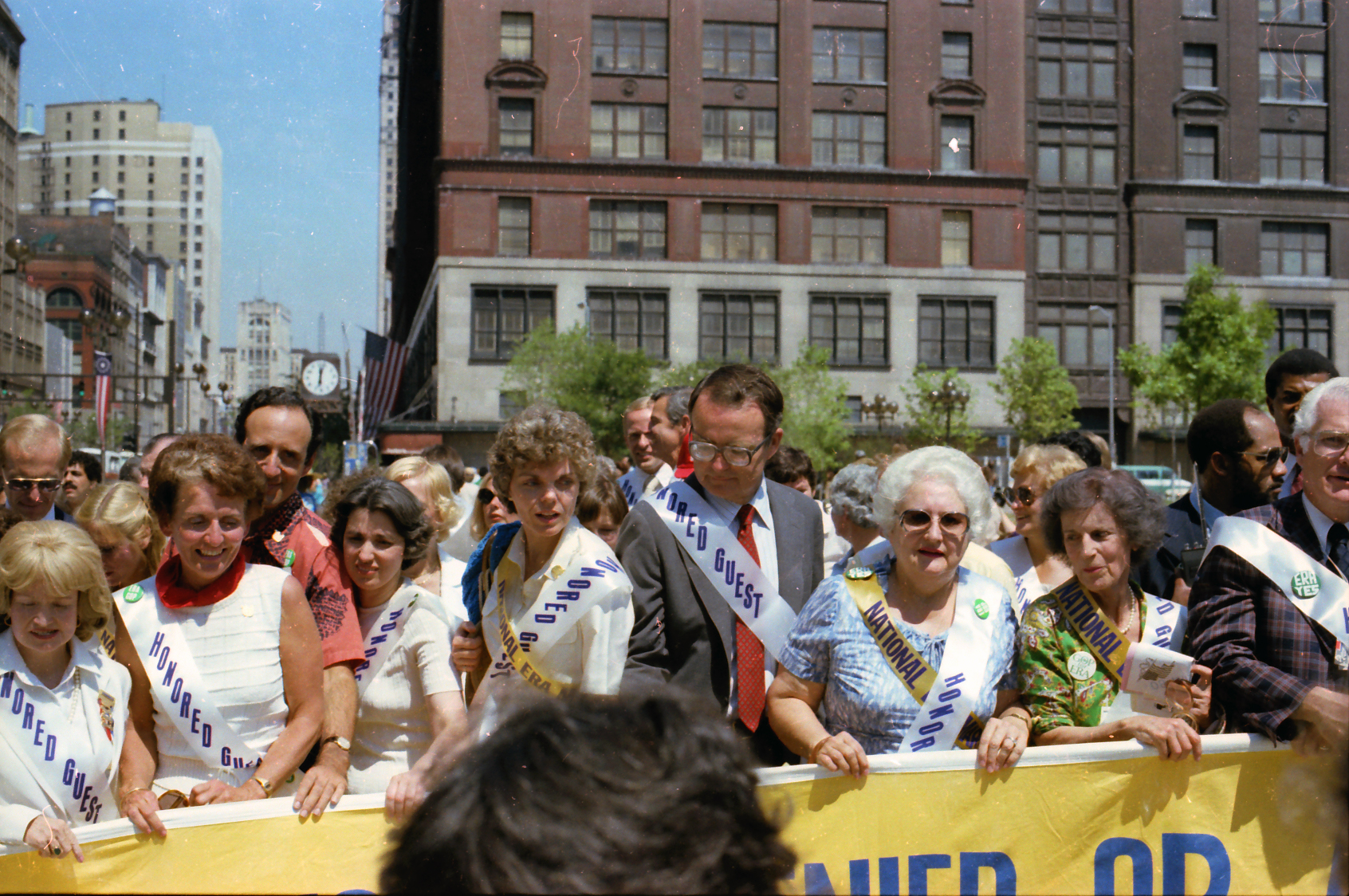
Manifestazione a favore dell'Equal Rights Amendment (Detroit, 1980)

Il femminismo è una gamma di movimenti sociali, movimenti politici e ideologie che mirano a definire e stabilire l'uguaglianza politica, economica, personale e sociale dei sessi. Il femminismo sostiene la posizione secondo cui le società debbano dare priorità ad entrambi i sessi, e che siano trattati giustamente e in egual modo all'interno della società.
Con il termine femminismo si indica:
1. la posizione o atteggiamento di chi sostiene la parità politica, sociale ed economica tra i sessi, in ragion del fatto che le donne siano state e siano, in varie misure, discriminate rispetto agli uomini e ad essi subordinate;
2. la convinzione che il sesso biologico non dovrebbe essere un fattore predeterminante che modella l'identità sociale o i diritti sociopolitici o economici della persona;
3. il movimento politico, culturale e sociale, nato storicamente durante l'Ottocento, che ha rivendicato e rivendica pari diritti e dignità tra donne e uomini e che, in vari modi, si interessa alla comprensione delle dinamiche di oppressione delle persone, in questo caso delle nate femmine, secondo la costruzione sociale del "genere".

Il femminismo è un movimento complesso ed eterogeneo che si è sviluppato con caratteristiche peculiari in ogni paese ed epoca. Molti fattori contribuiscono a definire e ridefinire il concetto di femminismo e le pratiche politiche ad esso connesse (ad esempio classe, etnia, sessualità). Al suo interno ci sono quindi diverse posizioni e approcci teorici, tant'è che ad oggi alcuni studiosi, teorici e/o militanti femministi parlano di femminismi.
In particolare esistono teorie contrastanti riguardo all'origine della subordinazione delle donne ed in merito al tipo di percorso che dovrebbe essere portato avanti per liberarsene: se lottare solo per le pari opportunità tra uomini e donne, se criticare radicalmente le nozioni di "identità sessuale" e "identità di genere", oppure - ancora - se eliminare alla radice i ruoli e quindi tale subordinazione.

## Etimologia
Il termine "femminismo" esiste e viene usato in Europa da poco prima del XX secolo e le sue origini si possono rintracciare in due ambiti diversi: 
- all'interno della letteratura medica francese, in cui veniva usato per riferirsi ad un indebolimento del corpo maschile[8]
- nel contesto delle mobilitazioni per il diritto di voto in Francia[9].

In questo secondo ambito fu introdotto nell'uso e nel senso corrente grazie a Hubertine Auclert che lo utilizzò nella sua rivista La Citoyenne, pubblicata dal 13 febbraio 1881. Successivamente il termine apparirà prima in Gran Bretagna e poi negli Stati Uniti.
Con tale nome il movimento femminista è venuto alla ribalta internazionale negli anni sessanta del Novecento, con l'intento di modificare radicalmente la divisione sessuale dei ruoli femminili e maschili quindi di rimettere in discussione, in tutti gli aspetti del vivere associato, una gerarchizzazione umana che riteneva gli individui di maggiore o minore valore sulla base dei rapporti di potere basati sul genere e sulle relative proiezioni sociali e politiche. Gli anni settanta hanno visto il termine contestato: alcune parti dei movimenti delle donne rifiutarono di definirsi femministe in relazione all'associazione del termine con l'emancipazionismo. Recentemente alcune attiviste islamiche preferiscono usare il termine "movimento delle donne" (haraka al-nissa'wiyya)" rifiutando il termine "movimento femminista" (al-haraka al-nassa'wiyya).

## Storia
(Manifesto di Rivolta femminile, luglio 1970)

### Le origini del femminismo: la «prima ondata»

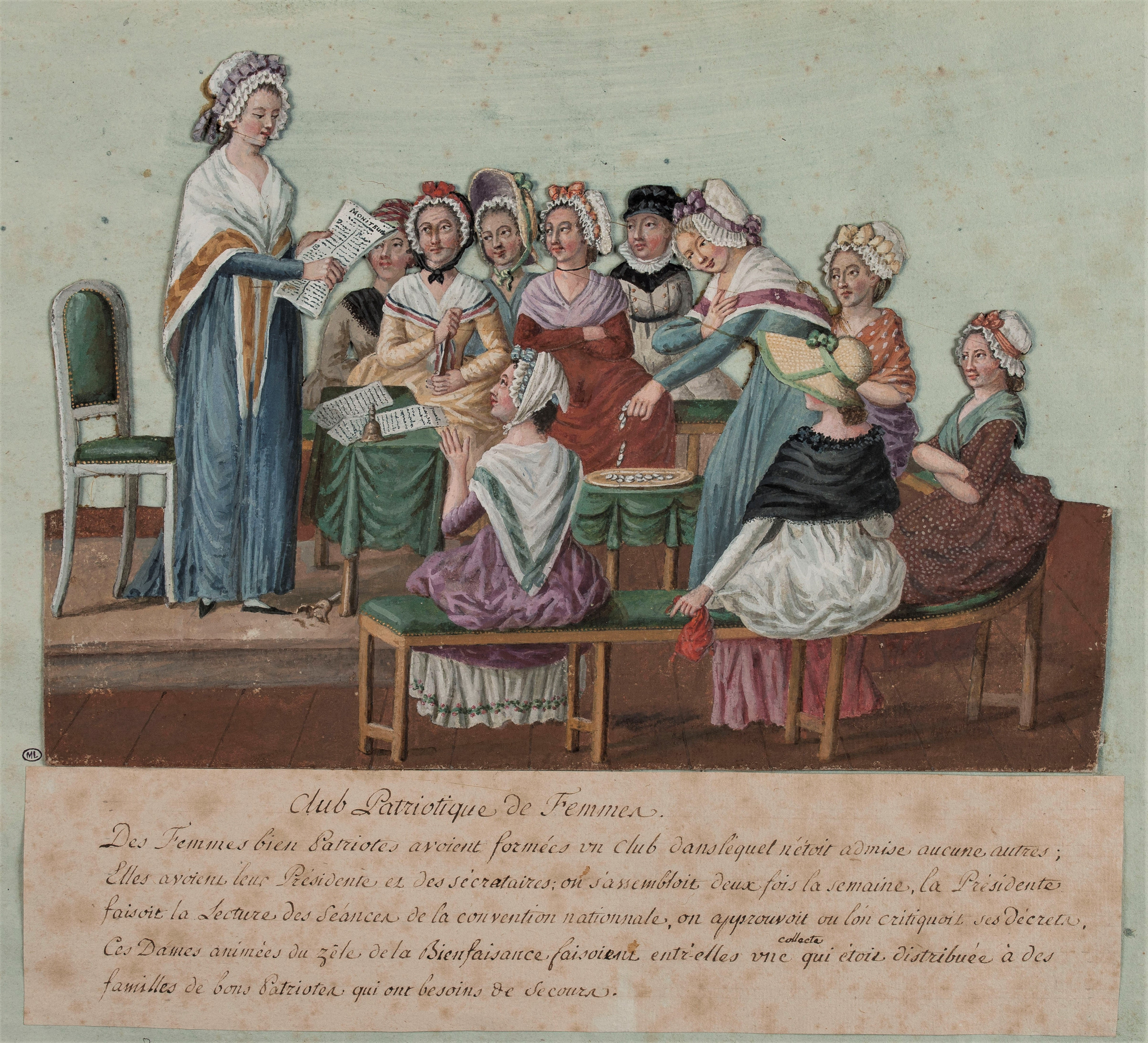
"Società patriottica e della beneficenza delle amiche della verità"

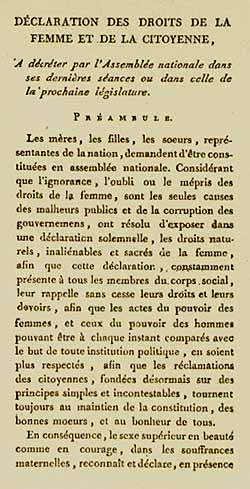
La Déclaration di Olympe de Gouges

Una delle prime sostenitrici dell'emancipazione femminile è Olympe de Gouges (1748-1793) che, con la Dichiarazione dei diritti della donna e della cittadina del 1791, dedicata a Maria Antonietta, pose la società a lei contemporanea di fronte al ruolo negato nello spazio pubblico alle donne. De Gouges scontò il suo moderatismo politico filo-monarchico e girondino (fu denunciata dalle donne repubblicane di Parigi) finendo sulla ghigliottina nel 1793. Accanto a lei operò in difesa dei diritti delle donne Etta Palm d'Aelders di origine olandese, figura ambigua di femminista e spia al servizio degli Orange e della Francia rivoluzionaria.
Nel 1792, l'inglese Mary Wollstonecraft (1759-1797) scriveva nella sua A Vindication of the Rights of Woman (Rivendicazione dei diritti della donna) che "è ora di effettuare una rivoluzione nei modi di vivere delle donne - è ora di restituirle la dignità perduta - e di far sì che esse, in quanto parte della specie umana, operino riformando se stesse per riformare il mondo".
Nata in una famiglia povera, Wollstonecraft aveva studiato da autodidatta e si era resa economicamente indipendente. Comprese subito la grande importanza che la Rivoluzione francese poteva assumere per lo sviluppo dell'eguaglianza sociale e civile dei cittadini, difendendola nella sua A Vindication of the Rights of Woman dagli attacchi del reazionario connazionale Edmund Burke e stabilendosi, alla fine del 1792, proprio in Francia. Qui convisse con lo scrittore e patriota statunitense Gilbert Imlay, dal quale ebbe una figlia, Fanny Imlay. Lasciata dal precedente compagno, ebbe una relazione con William Godwin e morì dando alla luce la futura scrittrice Mary Shelley. A causa della sua condotta di vita, per quanto possibile libera dai pregiudizi dell'epoca, lo scrittore Horace Walpole la definì «una iena in gonnella».

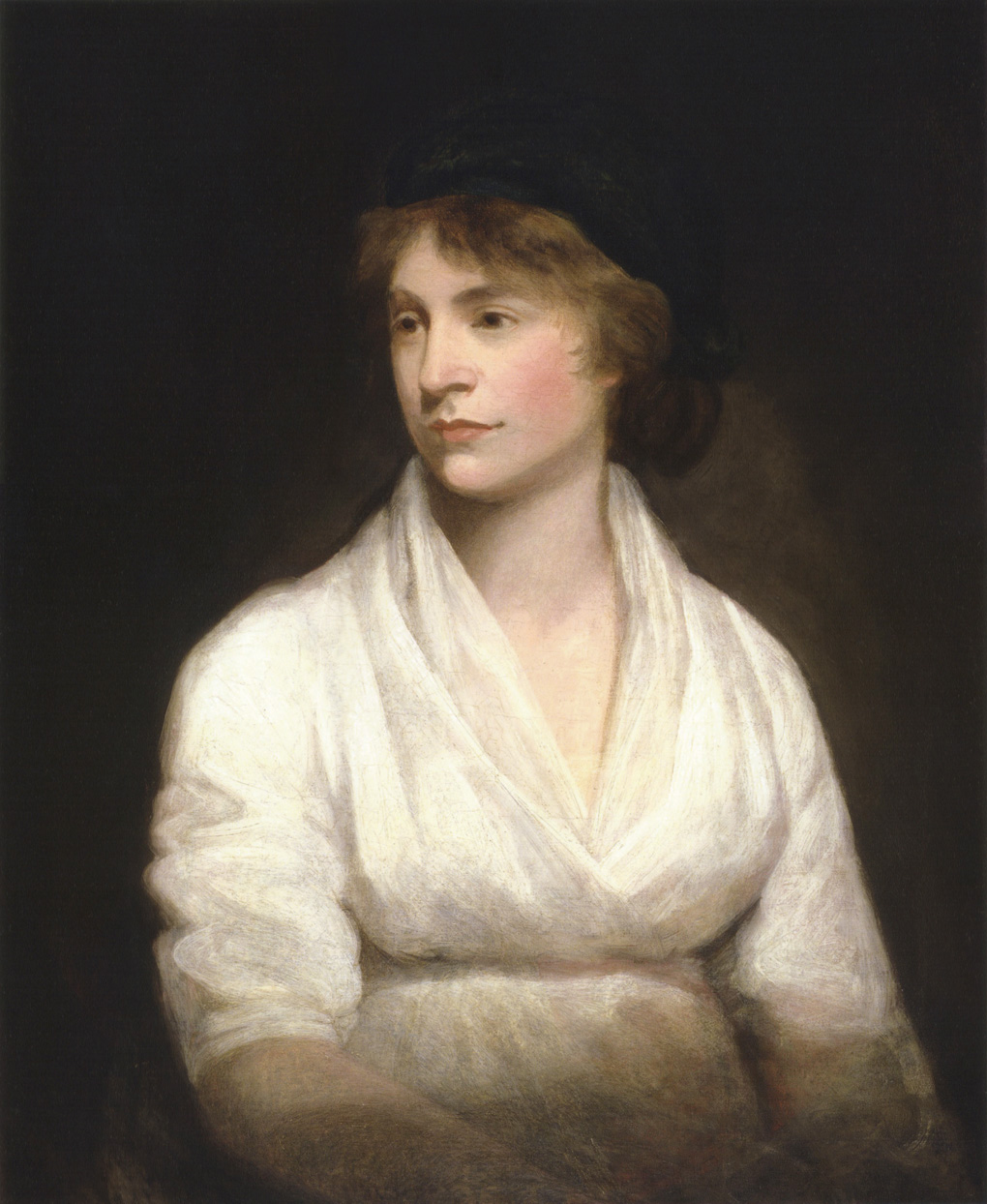
John Opie: Mary Wollstonecraft.

Le rivendicazioni di Wollstonecraft potevano corrispondere ai principi della rivoluzione guidata dalla borghesia francese. Secondo Wollstonecraft solo le donne della classe media potevano elevarsi dalla condizione di subordinazione in cui erano tenute da un'educazione improntata sui falsi valori maschili, secondo i quali la donna sarebbe stata «naturalmente» inferiore all'uomo. Un'eguale educazione impartita fin dall'infanzia, senza distinzione di sesso, avrebbe invece eliminato alla radice tale problematica.
Le tematiche dell'emancipazione sorsero, quindi, proprio nell'Inghilterra della Gloriosa rivoluzione e del parlamentarismo, negli Stati Uniti che si erano emancipati dalla madre-patria e avevano formulato la prima dichiarazione dei diritti dell'uomo inserita nella stessa dichiarazione d'indipendenza, e nella Francia, che aveva ripreso quella dichiarazione nel momento di dar vita alla grande Rivoluzione contro l'Ancien Régime.

#### La rivoluzione industriale

Operaia al lavoro in fabbrica.

In tutto l'arco del XIX secolo si assisté ad un sempre più intenso spostamento di grandi masse di persone dalla campagna alle periferie delle città dove sorgevano nuove fabbriche. I vecchi laboratori artigianali, su cui spesso si era fondata la sussistenza di intere famiglie, vennero in parte abbandonati perché incapaci di sostenere la concorrenza della grande manifattura, dove lavoravano, accanto agli uomini, anche le donne e i bambini. Al tradizionale mercato degli oggetti si aggiunse, quindi, il cosiddetto "mercato del lavoro", dove uomini e donne entrarono in concorrenza tra di loro, vendendo al ribasso l'unica merce che possedevano, l'energia delle loro braccia. Per molte donne il lavoro scarsamente retribuito della fabbrica si aggiunse così al consueto lavoro, non retribuito, della cura della casa e della famiglia.
Le donne delle benestanti famiglie borghesi non dovettero rapportarsi con questi nuovi panorami: spesso, difatti, non avevano necessità di impegnarsi personalmente in un'attività lavorativa poiché mantenute dai mariti, la cura della casa e spesso anche dei figli, invece, era riservata alla servitù sottoposta al loro comando: di qui l'appellativo di «regine della casa». In questo contesto l'arte del ricamo non rappresentava un'iniziativa propriamente economica, bensì una sorta di arte domestica, in cui le donne potevano mettere in mostra il proprio gusto, impreziosendo al più gli arredi casalinghi. Le numerose gravidanze, spesso a rischio della vita, considerando la tecnologia medica dell'epoca, servivano a perpetuare la trasmissione del nome e dei beni di famiglia agli eredi maschi: la nascita di una femmina non avrebbe portato alla prosecuzione del nome di famiglia nella società.
Per le donne appartenenti alla classe media sarebbe stato deprecabile cercare un lavoro fuori dall'ambiente familiare, perché ciò avrebbe significato esporle al contatto di estranei, degradarle al livello delle «donne del popolo» e insinuare che il padre o il marito non erano in grado di mantenerle, gettando su di essi un disonorevole discredito. Un'attività intellettuale era resa difficile, oltre che dal generale scetticismo riguardo alle loro effettive capacità, dalla loro istruzione incompleta, perché esse non avevano diritto di accesso alle scuole superiori e perciò anche all'esercizio delle professioni liberali. La loro dipendenza economica dall'uomo le escludeva per legge dalla gestione del patrimonio familiare e dal diritto di paritaria eredità con gli altri beneficiari maschi. Infine, come a riassumere la loro condizione di subordinazione e di ininfluenza nella vita della nazione, erano escluse dal diritto di voto e di rappresentanza parlamentare.
Se dunque tutte le donne, indipendentemente dalla loro connotazione sociale, vivevano una condizione di discriminazione, l'appartenenza a classi sociali diverse produceva problemi ed esigenze differenti e perciò distinti programmi di rivendicazione. Le donne operaie, direttamente impegnate nel lavoro di fabbrica, fecero confluire la loro protesta all'interno delle rivendicazioni del movimento operaio, dal quale - quindi - non si distinsero; le donne della classe media, che invece non erano generalmente inserite nel mondo del lavoro ma del quale volevano far parte, produrranno un movimento d'opinione formato di sole donne. Nell'Ottocento nacquero pertanto due distinte correnti: il femminismo liberale, che ha nella conquista dei diritti civili il suo principale obbiettivo, e il femminismo socialista, che punta a rivendicazioni sindacali e vede nella rivoluzione e nella conseguente instaurazione di una società socialista la condizione necessaria per realizzare una reale, e non solo formale, liberazione delle donne.

### Il femminismo liberale

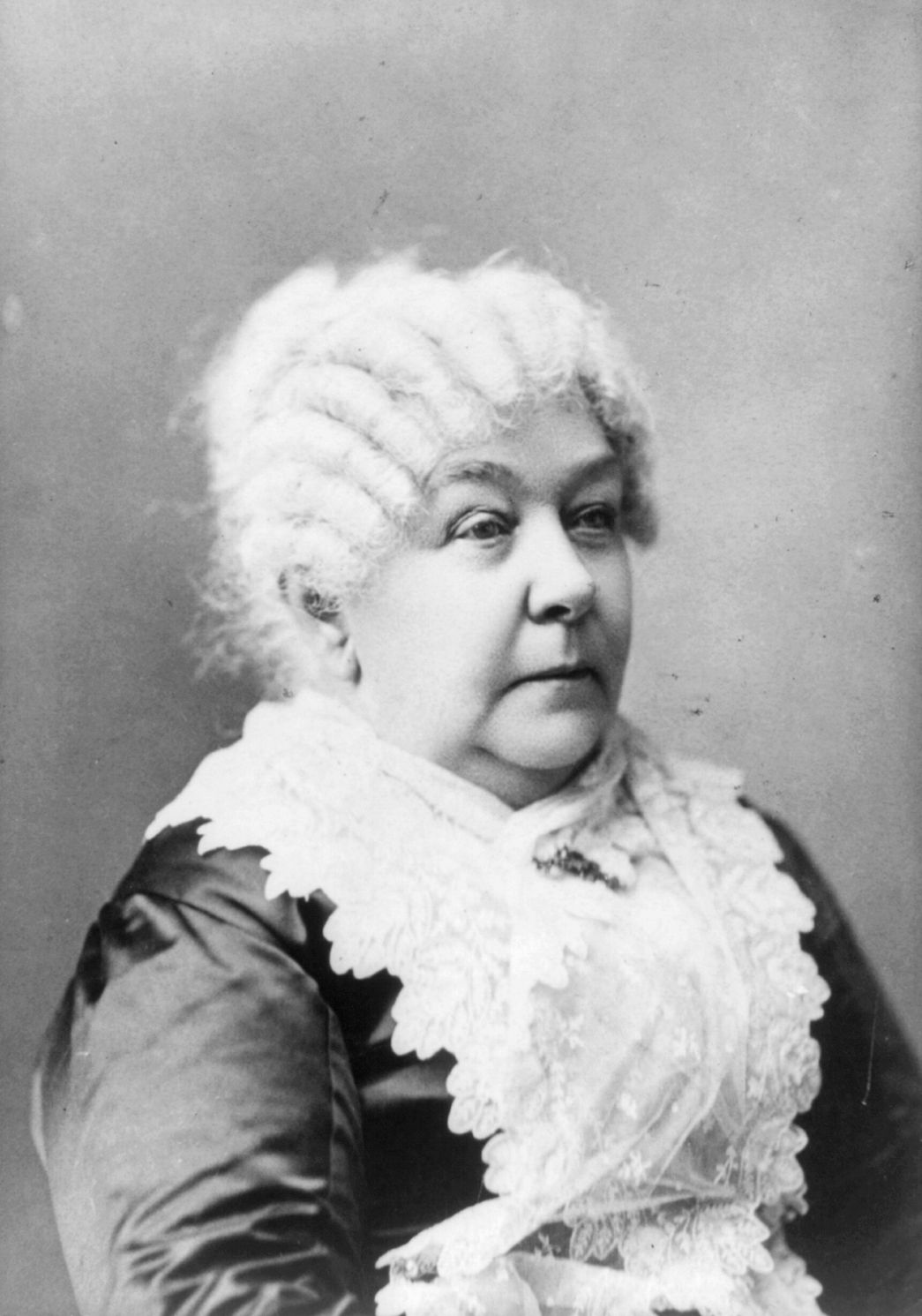
Elizabeth Cady Stanton

Si considera come antesignana del femminismo liberale la scrittrice e filosofa del diciottesimo secolo Mary Wollstonecraft (madre di Mary Shelley). Il suo scritto più celebre è Rivendicazione dei diritti della donna, nel quale sostiene che a creare condizioni di disparità fra uomo e donna non è una differenza biologica bensì una differenza nell'istruzione a loro riservata.
Nel luglio del 1848, a Seneca Falls, presso New York, si tenne un'assemblea di circa trecento donne, nella quale Elizabeth Cady Stanton (1815-1902) formulò una dichiarazione dei diritti delle donne all'eguaglianza. Vi si affermava che uomini e donne sono eguali e «dotati dal loro Creatore di diritti inalienabili; che tra questi vi sono la vita, la libertà, il perseguimento della felicità». Il governo deve garantire al popolo tali diritti e, qualora non lo facesse, «è diritto di quelli che ne soffrono di rifiutargli obbedienza e di insistere per istituire un nuovo governo».
Se si giunge a forme di dispotismo, il governo va rovesciato: «tale è stata la tolleranza paziente delle donne sotto questo governo, e tale è ora la necessità che le costringe a richiedere la condizione di eguaglianza alla quale esse hanno diritto. La storia dell'umanità è una storia di ripetute offese e usurpazioni degli uomini nei confronti delle donne, allo scopo di istituire su di esse una tirannia assoluta».

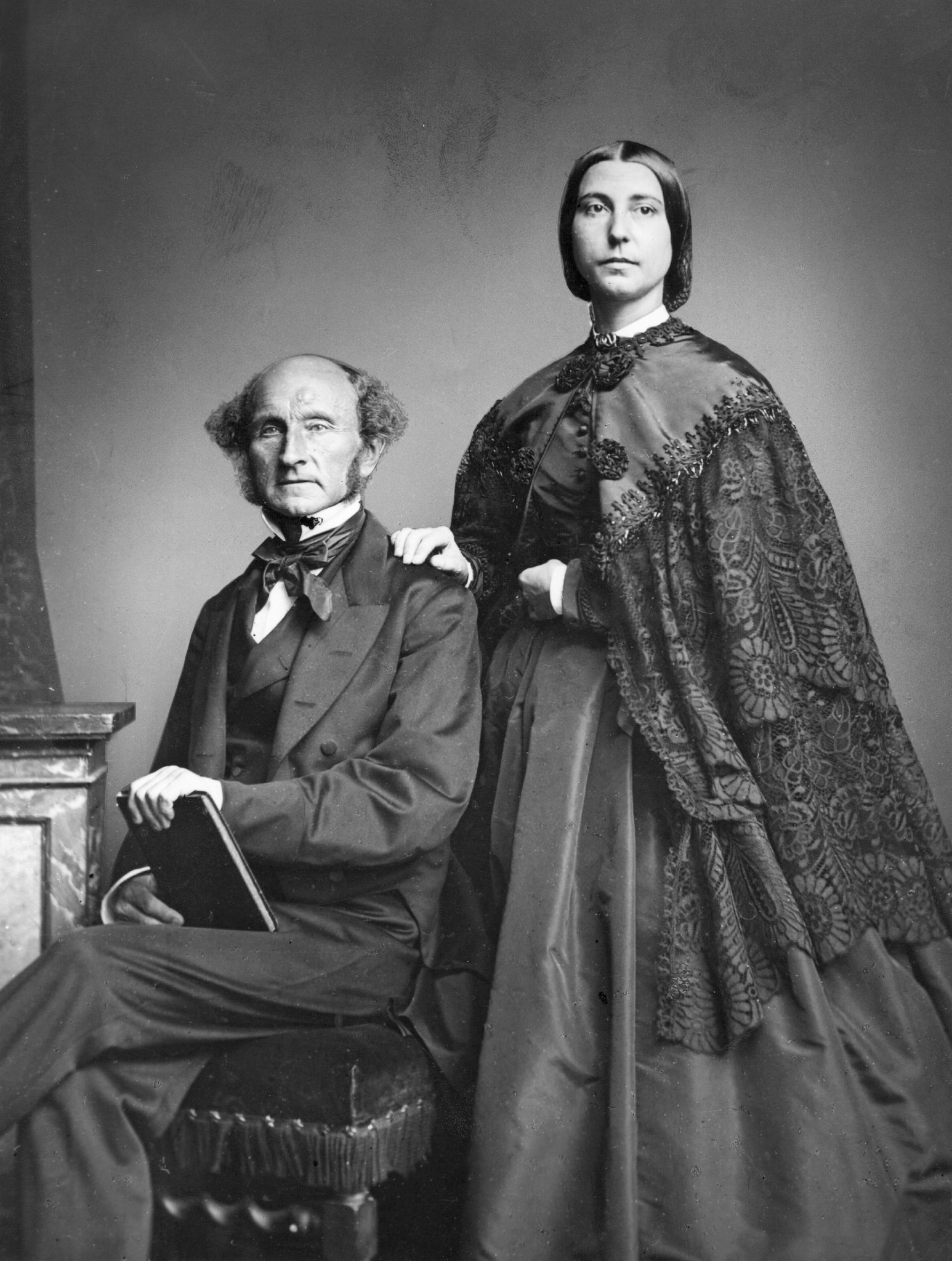
Stuart Mill e Harriet Taylor

Dalla collaborazione tra Harriet Taylor (1808-1858) e John Stuart Mill (1806-1873) derivarono due importanti saggi sulla questione femminile. Ne L'emancipazione delle donne (The Enfranchisement of Women), del 1851, Taylor, premesso il diritto naturale di ogni essere umano che viva in società a esprimere liberamente le sue capacità, osserva che l'esercizio del potere politico conquistato dagli uomini ha provocato la condizione di sudditanza in cui le donne hanno vissuto e vivono nelle società che si sono succedute nella storia dell'umanità. L'emancipazione della donna sarà possibile quando essa potrà godere degli stessi diritti concessi all'uomo - all'istruzione, all'esercizio delle professioni, alla partecipazione amministrativa e politica - che però le sono ancora negati.
Alla diffusa obiezione che la sua natura biologica assegnerebbe in modo esclusivo alla donna la cura dei figli e della famiglia, impedendole obbiettivamente il pieno esercizio di quei diritti, Taylor risponde che con la liberazione dagli impegni familiari - da assegnare alla cura di un apposito personale domestico femminile - la donna potrà conseguire la sua piena emancipazione. Una reale emancipazione non può allora essere ottenuta da tutte le donne, ma solo da quelle che potranno liberarsi dai più specifici obblighi familiari: le donne della classe media.
Ne L'asservimento delle donne (The Subjection of Women), pubblicato nel 1869, Stuart Mill individua la causa della mancanza di diritti civili delle donne nella storica subordinazione della donna all'uomo, la quale è una forma di schiavitù espressione del più generale rapporto schiavistico che è stato una delle forme di organizzazione sociale del passato. Le società antiche sono tramontate da secoli e la schiavitù è stata da poco abrogata anche in America, ma l'asservimento delle donne, oggi come ieri, persiste.

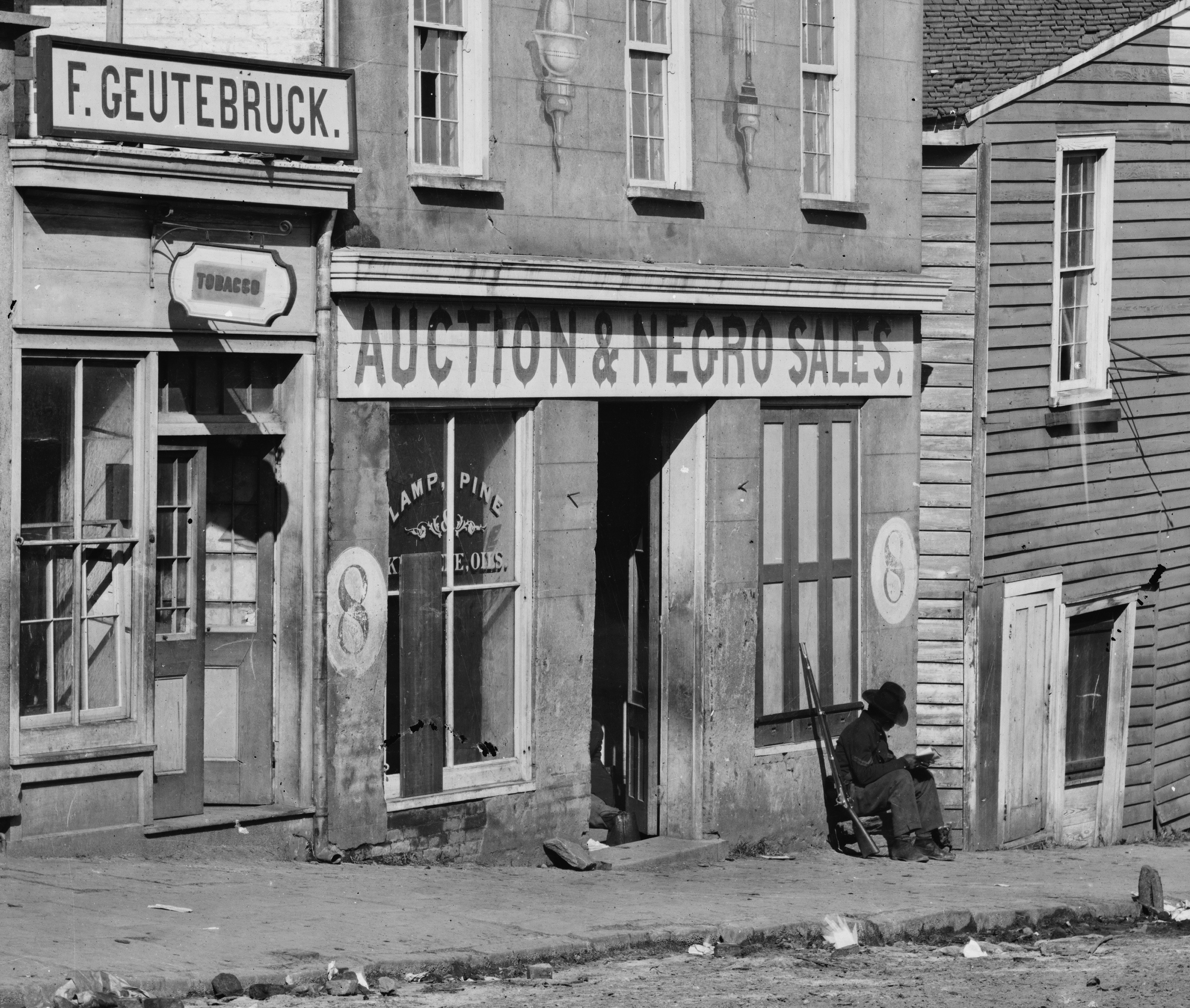
Casa-mercato di schiavi ad Atlanta, 1864

Questa forma persistente di schiavitù - afferma Stuart Mill - viene esercitata da tutti gli uomini su tutte le donne e si realizza innanzi tutto e in forma compiuta nel luogo privato della famiglia. Essa è resa possibile dalla maggior forza muscolare dell'uomo, ma si esercita anche con l'affetto: «Gli uomini non vogliono solamente l'obbedienza delle donne, vogliono anche i loro sentimenti. Tutti gli uomini, tranne i più brutali, vogliono avere nella donna che a loro è più legata non una schiava forzata, ma una schiava volontaria, non una pura e semplice schiava, ma una favorita».
L'idea che tale servitù sia necessaria e naturale è stata inculcata nelle menti delle donne fin dall'infanzia. Esse sono state educate a pensare di dover essere l'opposto dell'uomo: non devono esprimere «una libera volontà e un comportamento auto-controllato, ma una sottomissione e una subordinazione al controllo altrui. Tutte le morali dicono che è dovere delle donne, e tutti i sentimenti correnti affermano che è proprio della loro natura vivere per gli altri, compiere una totale abnegazione di sé e non avere altra vita che la vita affettiva».
L'asservimento della donna all'uomo si dimostra una contraddizione pratica dell'affermazione teorica dell'eguaglianza dei diritti umani: «La subordinazione sociale delle donne si configura come un fatto unico nelle moderne istituzioni sociali; una rottura isolata di quella che è divenuta la loro legge fondamentale; l'unica reliquia di un vecchio mondo di pensiero e di pratica che è esploso in ogni altro aspetto».

### Il femminismo socialista

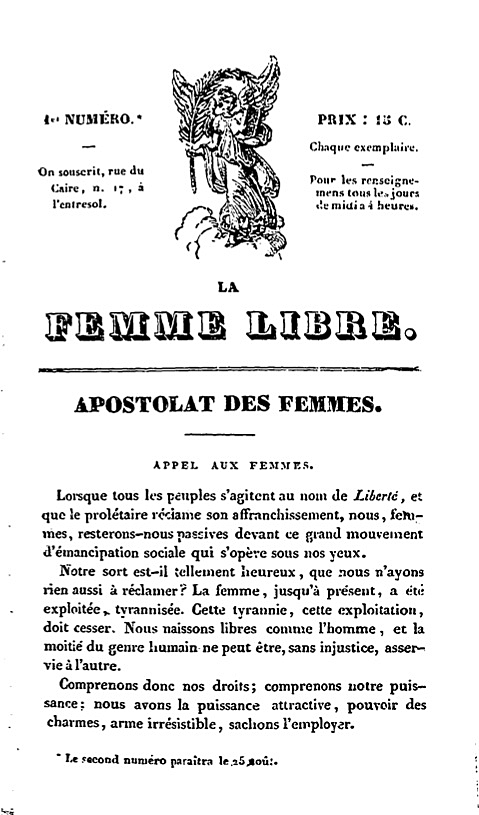
La Femme libre

I temi dell'emancipazione femminile appaiono nella riflessione dei primi socialisti utopisti, come Robert Owen e Charles Fourier, il quale enunciò la tesi che il grado di emancipazione della donna misura il progresso generale della società, si manifestarono con forza in Francia con Flora Tristan e nelle donne che appoggiano la Rivoluzione del 1848: Désirée Gay, fondatrice con Marie-Reine Guindorf de La Femme libre ("La donna libera"), il primo giornale femminista della storia, Suzanne Voilquin, Pauline Roland, Jeanne Deroin. Esse uniscono le richieste di eguaglianza giuridica e di riforme civili - diritto di voto, introduzione del divorzio - alle rivendicazioni economiche e alle provvidenze sociali - aumenti salariali e diritto al lavoro. Richieste che, prima vanificate dal conservatorismo della Repubblica borghese e poi dalla reazione napoleonica, si ripresenteranno nella breve stagione della Comune di Parigi.
Anche Marx prese posizione sul problema della condizione femminile. Da Fourier riprese l'idea secondo la quale «il progresso sociale si può misurare con esattezza dalla posizione sociale del bel sesso», e vide nello sviluppo capitalistico il fattore di trasformazione degli stessi rapporti tra i sessi: «per quanto terribile e repellente appaia la dissoluzione della vecchia famiglia entro il sistema capitalistico, cionondimeno la grande industria crea il nuovo fondamento per una forma superiore della famiglia e del rapporto tra i due sessi, con la parte decisiva che essa assegna alle donne» nel processo produttivo fuori dalla sfera domestica. Marx giudicava «la composizione del personale operaio combinato con individui d'ambo i sessi e delle età più differenti», per quanto «spontanea e brutale, cioè capitalistica», fonte bensì «di corruzione e di schiavitù», ma che si sarebbe poi rovesciata «in fonte di sviluppo di qualità umane».

#### Friedrich Engels: l'origine della famiglia
(F. Engels, L'origine della famiglia, della proprietà privata e dello Stato, p. 84)

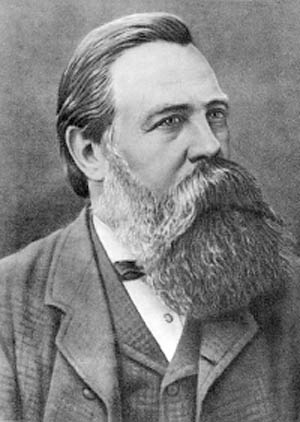
Friedrich Engels

Il contributo più organico fornito dal marxismo al dibattito sull'emancipazione della donna fu il libro di Friedrich Engels (1820-1895) L'origine della famiglia, della proprietà privata e dello Stato, pubblicato nel 1884, che tiene conto delle ricerche di Bachofen (1815-1887) sul matriarcato e di Lewis Henry Morgan (1818-1881) sulle società antiche. Quest'ultimo aveva tracciato nella sua Ancient Society, del 1877, una sistemazione dell'evoluzione del genere umano, da lui distinto in stato selvaggio, o del periodo paleolitico, della barbarie, o del neolitico, e della civiltà, ossia le antiche società che conoscono la scrittura, sono divise in classi e sono rette da una forma statale nella quale si esercitano i poteri politici, militari, amministrativi e religiosi.
Secondo Engels, dalla generale promiscuità sessuale che caratterizza le prime aggregazioni tribali si passa all'esclusione dei rapporti sessuali tra genitori e figli e successivamente a quella tra fratelli e sorelle della medesima tribù. Nel primo paleolitico, caratterizzato da un'economia basata sulla raccolta e sulla caccia, non esiste ancora la «famiglia» modernamente intesa, né subordinazione all'uomo della donna, che viene anzi onorata quale fonte di vita e di fecondità: «l'amministrazione comunistica nella quale le donne, per la maggior parte, se non tutte, appartengono a una medesima gens, mentre gli uomini provengono da diverse gentes, è il fondamento oggettivo del predominio delle donne, generalmente diffuso all'epoca delle origini».
Un passo successivo fu, secondo Bachofen ed Engels, il matrimonio di coppia, cioè «la relazione, temporanea o durevole, di una donna con un solo uomo [...] la forma di famiglia caratteristica per la barbarie, come il matrimonio di gruppo lo è per lo stato selvaggio, e la monogamia per la civiltà». Quando nuove forze motrici sociali entrarono in azione, si compì il passo ulteriore verso il matrimonio monogamico.

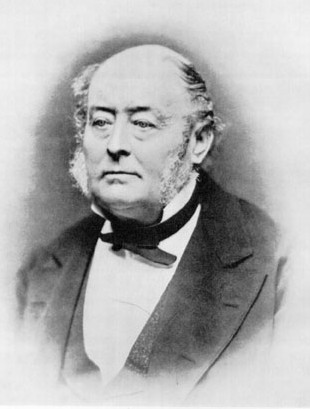
Johann Jakob Bachofen

Il progressivo passaggio dalla caccia e dalla raccolta all'allevamento del bestiame, poi alla lavorazione dei metalli, alla tessitura, all'agricoltura, alle guerre per il controllo di territori più estesi e infine al possesso dei prigionieri in qualità di schiavi produsse il mutamento delle condizioni precedenti: l'accrescersi delle ricchezze diede all'uomo, che nella divisione del lavoro all'interno della famiglia aveva il compito di procurare gli alimenti ed era perciò proprietario dei mezzi di lavoro necessari, una posizione più importante della donna nella famiglia di coppia. Secondo il diritto matriarcale, tuttavia, «il patrimonio doveva rimanere nella gens [...] ai consanguinei per parte di madre. I figli dell'estinto però non appartenevano alla sua gens, ma a quella della loro madre [...] essi ereditavano dalla madre [...] ma non potevano ereditare dal padre poiché essi non appartenevano alla sua gens, e il suo patrimonio doveva rimanere in questa gens. Alla morte del possessore di armenti, i suoi armenti sarebbero quindi passati, anzitutto, ai suoi fratelli e sorelle, e ai figli delle sue sorelle [...] i figli suoi però erano diseredati».
L'uomo allora abrogò il diritto matriarcale per favorire i propri figli: «bastò semplicemente decidere che nel futuro i discendenti dei membri di sesso maschile rimanessero nella gens e ne fossero però esclusi quelli dei membri di sesso femminile [...] fu introdotta la discendenza in linea maschile e il diritto ereditario patriarcale». Fu una rivoluzione epocale: «il rovesciamento del matriarcato segnò la sconfitta sul piano storico universale del sesso femminile. L'uomo prese nelle mani anche le redini della casa, la donna fu avvilita, asservita, resa schiava delle sue voglie e semplice strumento per produrre figli».
Rapido è il passaggio dalla famiglia di coppia alla famiglia monogamica, nella quale il vincolo non è più dissolubile ad arbitrio - l'uomo può però ripudiare la moglie se gli è infedele o incapace di generargli figli - ed è fondata sul dominio maschile che pretende figli certi perché dovranno ereditare il suo patrimonio. La forma classica di tale famiglia si presenta in Grecia, dove anche il figlio adulto può comandare la madre, il marito si porta a letto le schiave che convivono con lui sotto gli occhi della moglie, e i maschi generati da tali unioni hanno diritto al nome e all'eredità. Naturalmente, il matrimonio è realmente monogamico soltanto per la donna. Accanto al commercio sessuale con la schiava, che è una forma di prostituzione coatta, appare nella società antica l'aperta prostituzione della donna libera: così, mentre la donna è reclusa nella casa patriarcale, la sessualità dell'uomo si esprime sia dentro la famiglia allargata alle schiave, sia fuori di essa.

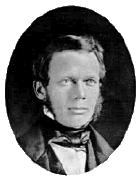
Lewis Henry Morgan

La moderna famiglia è naturalmente diversa da quella antica: trasformando tutte le cose in merci, la produzione capitalistica «dissolse tutti gli antichi rapporti tradizionali e mise al posto del costume ereditario e del diritto storico la compravendita e il "libero" contratto». Anche il matrimonio divenne un contratto e, pur rimanendo un matrimonio di classe, essendo il matrimonio borghese fondato sul calcolo e sulla convenienza, «all'interno della classe venne concesso agli interessati un certo grado di libertà di scelta».
La grande industria ha poi aperto alla donna operaia la via della produzione sociale, ma se essa vi si inserisce, non è più in grado di assolvere i doveri familiari, e viceversa, come rilevavano anche i fautori liberali dell'emancipazione. Per Engels, «l'emancipazione della donna ha come prima condizione preliminare la reintroduzione dell'intero sesso femminile nella pubblica industria, e ciò richiede a sua volta l'eliminazione della famiglia monogamica in quanto unità economica della società».
La monogamia sorse storicamente quando grandi ricchezze si concentrarono nelle stesse mani: essa scomparirà quando le ricchezze saranno socializzate: «col passaggio dei mezzi di produzione in proprietà comune, la famiglia singola cessa di essere l'unità economica della società. L'amministrazione domestica privata si trasforma in un'industria sociale. La cura e l'educazione dei fanciulli diventa un fatto di pubblico interesse». Le unioni saranno fondate unicamente sull'amore sessuale individuale «quando vi sarà una generazione di uomini i quali, durante la loro vita, non si saranno mai trovati nella circostanza di comperarsi la concessione di una donna con il denaro o mediante altra forza sociale, e una generazione di donne che non si saranno mai trovate nella circostanza né di concedersi a un uomo per qualsiasi motivo che non sia vero amore, né di rifiutare di concedersi all'uomo che amano».

### Il femminismo anarchico

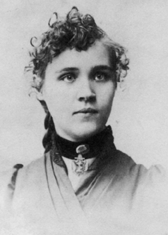
Voltairine de Cleyre

Il movimento anarchico non si differenzia sostanzialmente da quello socialista riguardo al tema dell'emancipazione femminile, sostenendo che solo un profondo rivolgimento sociale avrebbe potuto realmente liberare le donne dall'oppressione patriarcale. Per un anarchico è il principio di autorità la fonte di ogni mancanza di libertà ed è pertanto inutile ed equivoco chiedere allo Stato riconoscimenti che per sua natura non può dare.
Non già che tutti gli anarchici e i socialisti appoggiassero, in linea di principio, l'eguaglianza tra uomo e donna: Proudhon (1809-1865) sosteneva l'inferiorità naturale della donna e affermava che la donna avrebbe dovuto occuparsi unicamente della casa e della famiglia. A questo proposito ebbe una polemica con Jeanne-Marie Poinsard, alias Jenny d'Héricourt (1809-1875) comunista rivoluzionaria, che nel 1856 lo aveva attaccato nell'articolo Il signor Proudhon e la questione delle donne.
D'Héricourt fu difesa dall'anarchico francese, emigrato negli Stati Uniti, Joseph Déjacque (1821-1864). Nel suo pamphlet De l'être humain mâle et femelle (Sull'essere umano maschio e femmina), pubblicato nel 1857 in forma di lettera indirizzata a Proudhon, lo chiamò «anarchico del compromesso, liberale e non libertario», rimproverandogli di volere «il libero scambio per il cotone e le candele, e preconizzate sistemi che proteggano l'uomo contro la donna nella circolazione delle passioni umane; gridate contro gli alti baroni del capitale e volete riedificare l'alta baronia del maschio sulla donna vassalla».

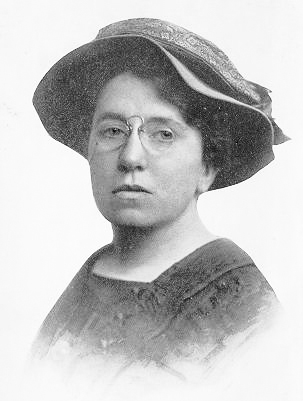
Emma Goldman

Il movimento femminile anarchico mosse i suoi primi passi con Voltairine de Cleyre (1866-1912) e si sviluppò a partire dalla fine del secolo con Emma Goldman (1869-1940) e Lucy Parsons (1853-1942), producendo durante la guerra civile spagnola, dall'aprile 1936 al febbraio 1939 una tra le classiche organizzazioni del movimento libertario iberico, le Mujeres Libres, e l'omonimo periodico. Il movimento in realtà nasceva già nel 1934 a Barcellona come Grupo Cultural Femenino, coinvolgendo Lucía Sánchez Saornil, Mercedes Comaposada Guillén e Amparo Poch y Gascón, e sarà l'embrione della futura organizzazione, che crescendo rapidamente, nel 1938 conterà già più di 20 000 aderenti.
Anche a Emma Goldman non interessarono le iniziative delle donne borghesi a favore del diritto di voto, ma vide nello Stato il braccio armato della società patriarcale e divisa in classi. Nel 1897 scriveva: «Io chiedo l'indipendenza della donna, il suo diritto di mantenere sé stessa, di vivere per sé stessa, di amare chi e quanti vuole. Chiedo libertà per entrambi i sessi, libertà di azione, libertà nell'amore e nella maternità».
Infermiera di professione, era fautrice dell'educazione delle donne in materia di controllo delle nascite, alternativa positiva all'aborto praticato spesso e clandestinamente come tragica conseguenza di infelici condizioni sociali. Sostenne l'amore libero, criticò l'istituzione matrimoniale e il fanatismo religioso. Vide nell'uscita dal capitalismo la soluzione per l'emancipazione, non solo femminile, ma di tutta l'umanità.

#### Alcuni seguiti
La storia del femminismo di matrice libertaria è variegato per epoche e Paesi. Nel corso del successivo XX secolo vi furono molte iniziative, che, a fronte di un attenuarsi dell'attenzione allo specifico tema femminista, in teoria sempre valido in tutte le manifestazioni del pensiero anarchico novecentesco, risollevarono la questione.
Giova menzionare il collettivo Mujeres Creando (donne che creano) boliviano che partecipa a varie opere contro la povertà, tra propaganda, teatro di strada, televisione e l'azione diretta. Il gruppo è stato fondato nel 1992 da Julieta Paredes, Maria Galindo, e Mónica Mendoza.
Mujeres Creando pubblica una rivista, Mujer Pública, produce un programma radiofonico settimanale, e gestisce un locale chiamato Virgen de los Deseos con sede a La Paz, che fornisce alloggio, cibo, istruzione e laboratori di artigianato per le donne per strada. Per il gruppo, il clima omofobo e totalitario della Bolivia durante gli anni ottanta, dove l'eterosessualità era ancora il modello e il femminismo fonte di divisioni, la partenza dell'iniziativa ha posto alcuni problemi con la sinistra tradizionale. Ha guadagnato l'attenzione internazionale a causa del loro parziale coinvolgimento nella occupazione del 2001 della Agencia de Supervisión de Bancos de Bolivia per conto di Deudora, un'organizzazione a favore di chi è in debito con istituti di microcredito. Gli occupanti, armati di dinamite e bottiglie Molotov, hanno chiesto la cancellazione totale del debito e ha ottenuto qualche successo limitato. Mujeres Creando ha negato che i membri abbiano partecipato all'occupazione.
I movimenti di matrice libertaria hanno poi attinto da tutto un secolo di storia e iniziative femministe, miscelando temi sensibili, dalla cultura pacifista alla lotta omofobica, generando, al di là delle idee, tutta una forma di manifestazioni esteriori dal Cheerleading radicale della Florida, ora diffuso negli Stati Uniti, Canada, Europa e oltre, per promuovere un messaggio radicale in un modo media-friendly, alle varie forme di squatting e occupazione come il movimento riferentesi al CSA Eskalera Karakola di Madrid.

### Il Novecento: il movimento delle «suffragette»

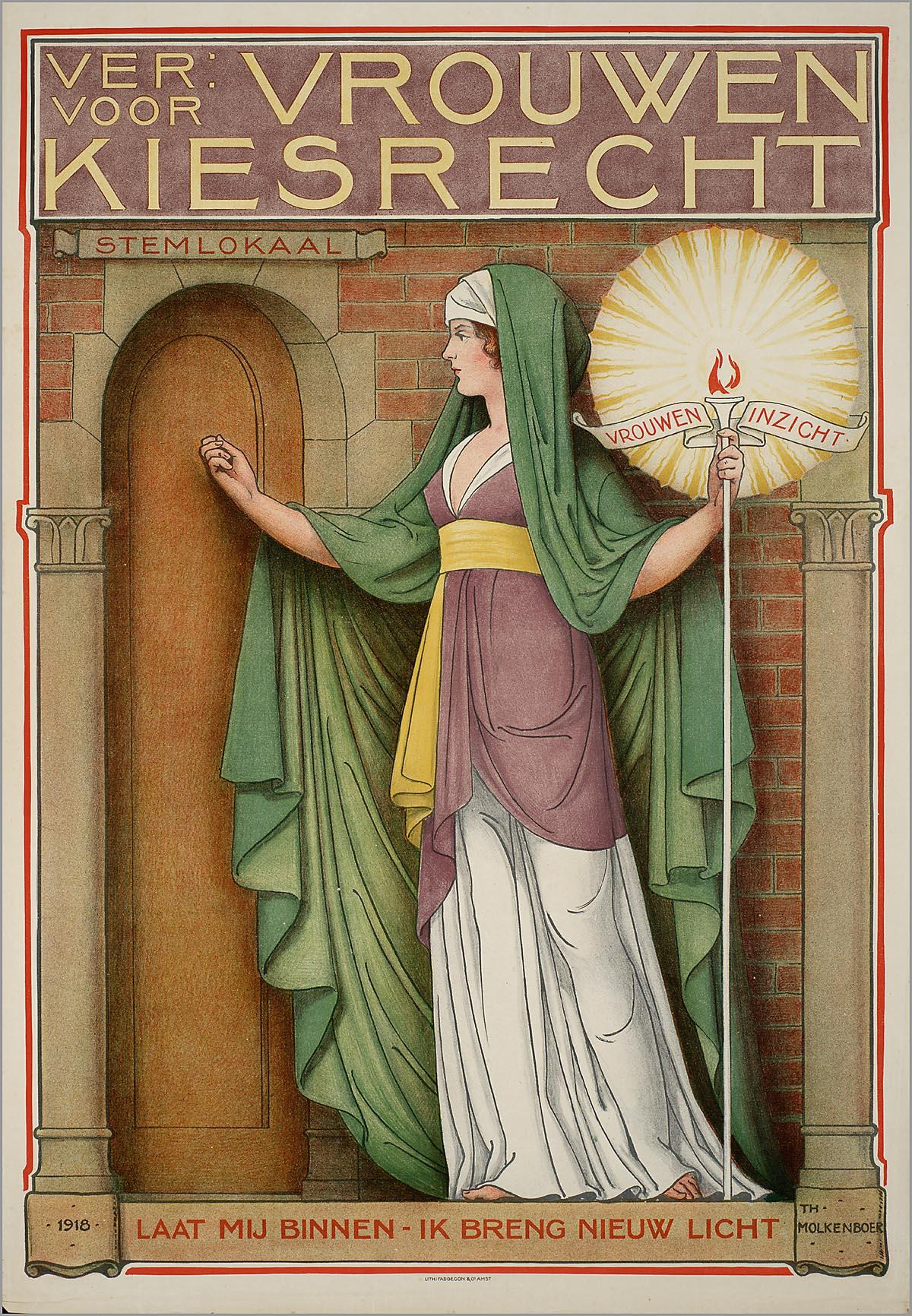
Theodore Molkenboer, 1918: Fammi entrare e porterò una nuova luce

In Inghilterra, nel 1897 Millicent Garrett Fawcett (1847-1929) fondò la National Union of Women's Suffrage per ottenere il diritto di voto alle donne: a questo scopo l'organizzazione svolse opera di proselitismo per convincere gli uomini, i soli che legalmente potessero concedere tale diritto. Al fallimento della National Union seguì nel 1903 la creazione della Women's Social and Political Union da parte di Emmeline Pankhurst (1858-1928) e delle figlie Christabel (1880-1958) e Sylvia (1882-1960), decise a utilizzare mezzi più energici e spettacolari.

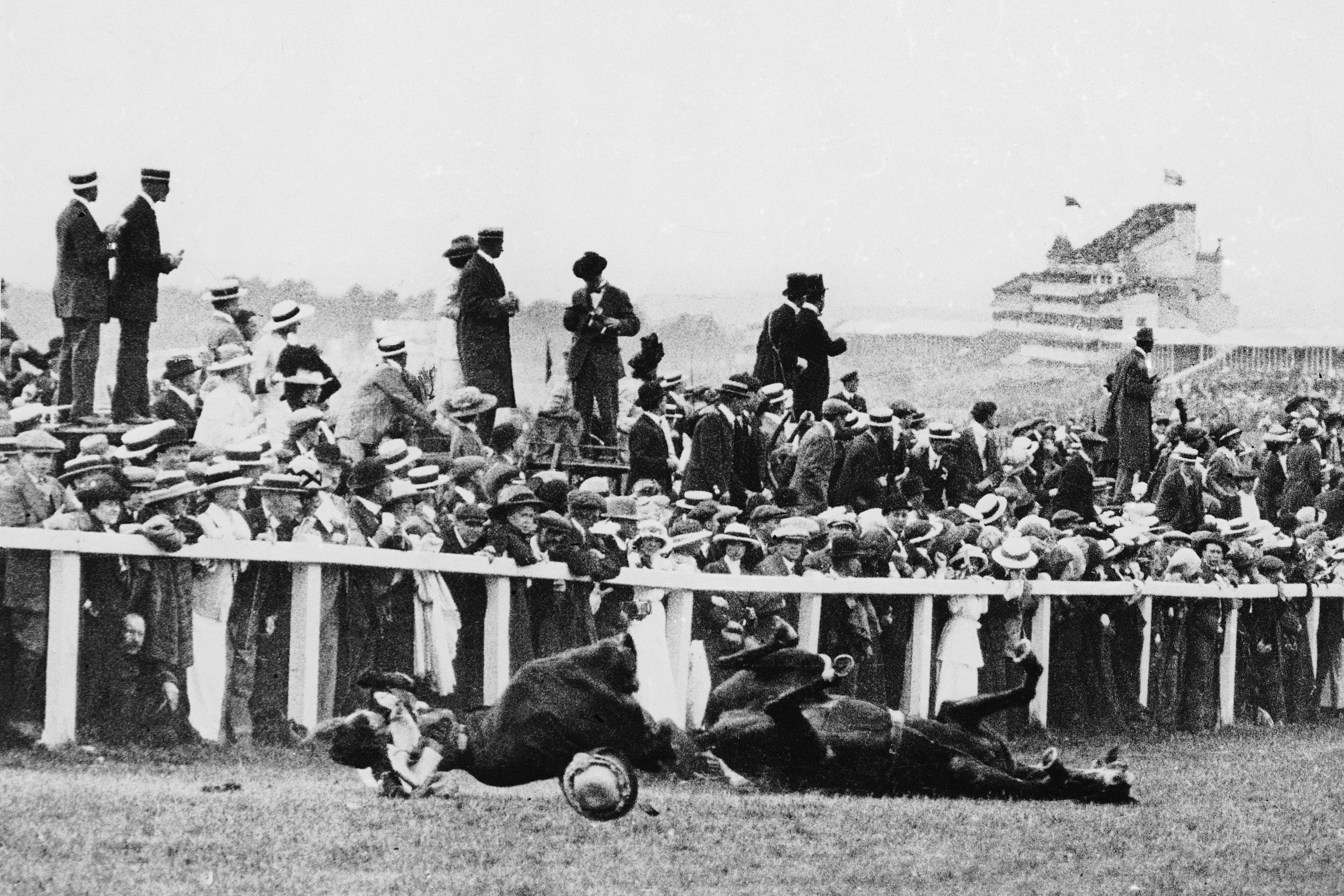
La morte di Emily Davison nel derby di Epsom

Nel 1905, le «suffragette» Christabel e Annie Kenney (1879-1953) furono arrestate e incarcerate per aver gridato slogan in favore del diritto di voto durante una riunione del Partito liberale. Seguirono altre manifestazioni e arresti: in carcere, le manifestanti attuarono lo sciopero della fame, e il governo fu costretto a emanare nel 1913 il The Prisoners Act che prevedeva il rilascio della scioperante quando le sue condizioni di salute si fossero fatte critiche, fatta salva la sua successiva incarcerazione. Ancora nel 1913 la suffragetta Emily Davison (1872-1913) rimase uccisa nel tentativo di fermare il cavallo del re Giorgio V, durante lo svolgimento del tradizionale derby di galoppo a Epsom.
Durante la prima guerra mondiale, il movimento si divise in due: la WSPU di Emmeline e Christabel Pankhurst appoggiò la guerra, al contrario della socialista Women's Suffrage Federation di Sylvia Pankhurst. Nel 1918, il Parlamento britannico votò la Representation of the People Act che accordava il diritto di voto alle donne benestanti con più di 30 anni. Nel 1928 tutte le donne inglesi ottennero il diritto di voto. Il primo Paese ad accordare alle donne il diritto di voto (suffragio femminile) fu la Nuova Zelanda, nel 1893, grazie alle iniziative di Kate Sheppard (1847-1934). La Russia lo concesse nel 1918, gli Stati Uniti nel 1919, la Spagna e il Portogallo nel 1931, la Francia nel 1944, l'Italia nel 1945, la Grecia nel 1952 e la Svizzera soltanto nel 1971.

### Il periodo del riflusso
L'emergenza della Grande guerra frenò il movimento femminile e l'immediato dopoguerra vide il conseguimento, in pochi ma importanti Paesi, degli obiettivi per i quali le due maggiori correnti si erano battute: il diritto di voto nei paesi anglosassoni e la Rivoluzione socialista in Russia, oltre al diritto all'istruzione superiore e all'esercizio delle professioni liberali in diversi Paesi. Per quasi cinquant'anni l'opinione pubblica mondiale non parlerà di femminismo, ma in questo periodo di riflusso alcune scrittrici presentarono riflessioni e formularono tesi di grande importanza che saranno riprese e sviluppate quando apparirà la «seconda ondata» femminista.

#### Virginia Woolf

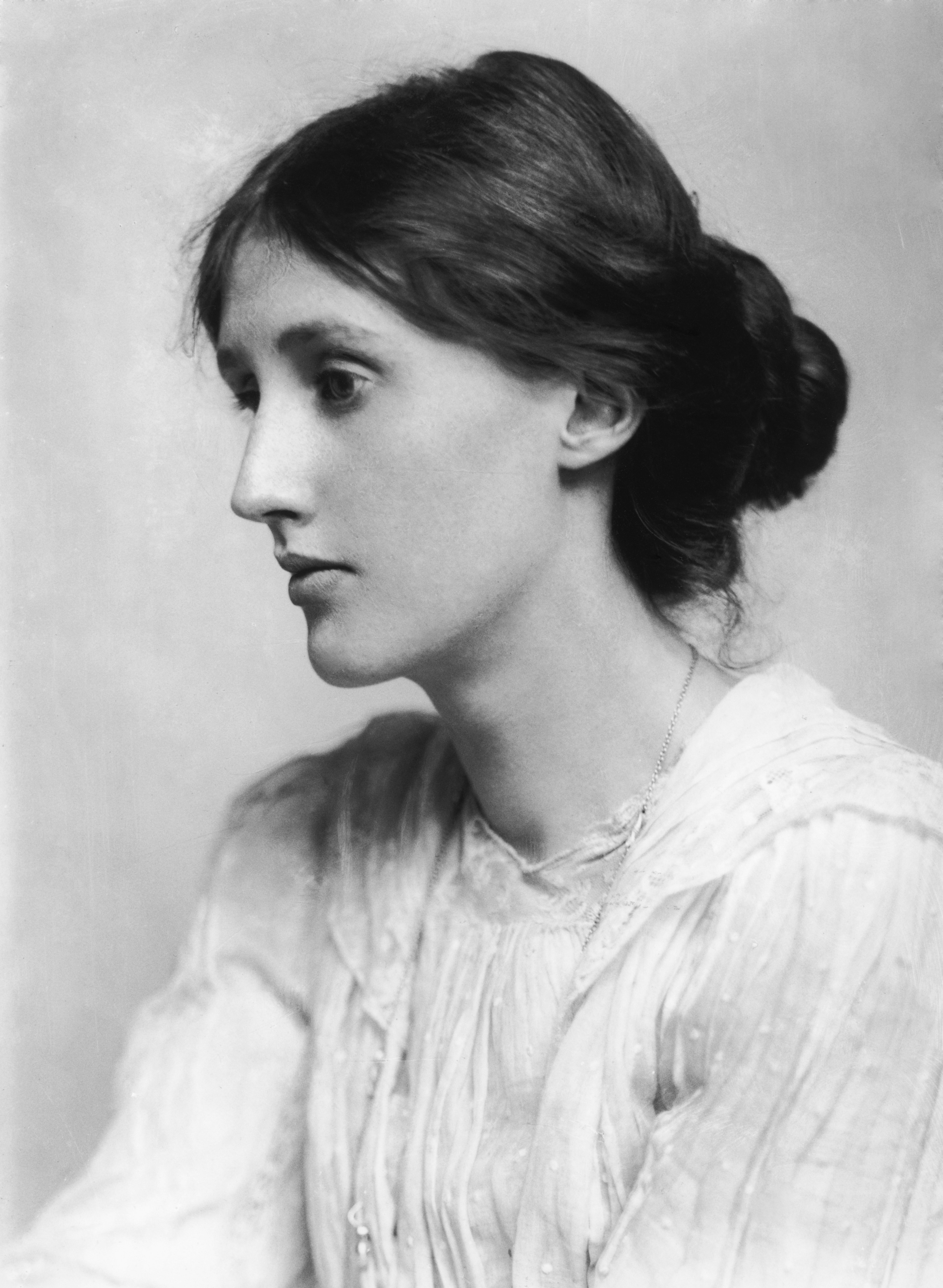
Virginia Woolf

Virginia Woolf (1882-1941) scrisse il saggio Three Guineas (Le tre ghinee) nel 1938, quando ormai si annunciava in Europa un nuovo e più tremendo conflitto. La scrittrice immagina che un'associazione pacifista maschile le chieda un contributo per finanziare iniziative che possano scongiurare le minacce di guerra: Woolf possiede tre ghinee, e decide di ripartirle in tre diverse opere di beneficenza, che raggiungano tuttavia il medesimo risultato di prevenire la guerra.
Una ghinea andrà a uno di quei pochi e poveri college femminili che stavano allora sorgendo in Inghilterra, a condizione che vi si insegnino «la medicina, la matematica, la musica, la pittura, la letteratura. È l'arte dei rapporti umani; l'arte di comprendere la vita e la mente degli altri, insieme alle arti minori che le completano: l'arte di conversare, di vestire, di cucinare». Sono le arti che favoriscono la pace perché mettono insieme gli esseri umani, che s'insegnano con poca spesa e che anche i poveri possono esercitare. Nel college non dovranno essere insegnate quelle altre arti che dividono, che opprimono e che producono le guerre, «l'arte di governare, di uccidere, di accumulare terre e capitale».
La seconda ghinea andrà a un'associazione che favorisce l'ingresso delle donne alle libere professioni, purché non siano professioni gestite o influenzate direttamente da uomini. Se tutte le professioni potessero essere esercitate dalle donne, esse ne sarebbero trasformate grazie al loro particolare, diverso, modo di essere, e di qui potrebbe venire un aiuto importante a scongiurare la guerra.

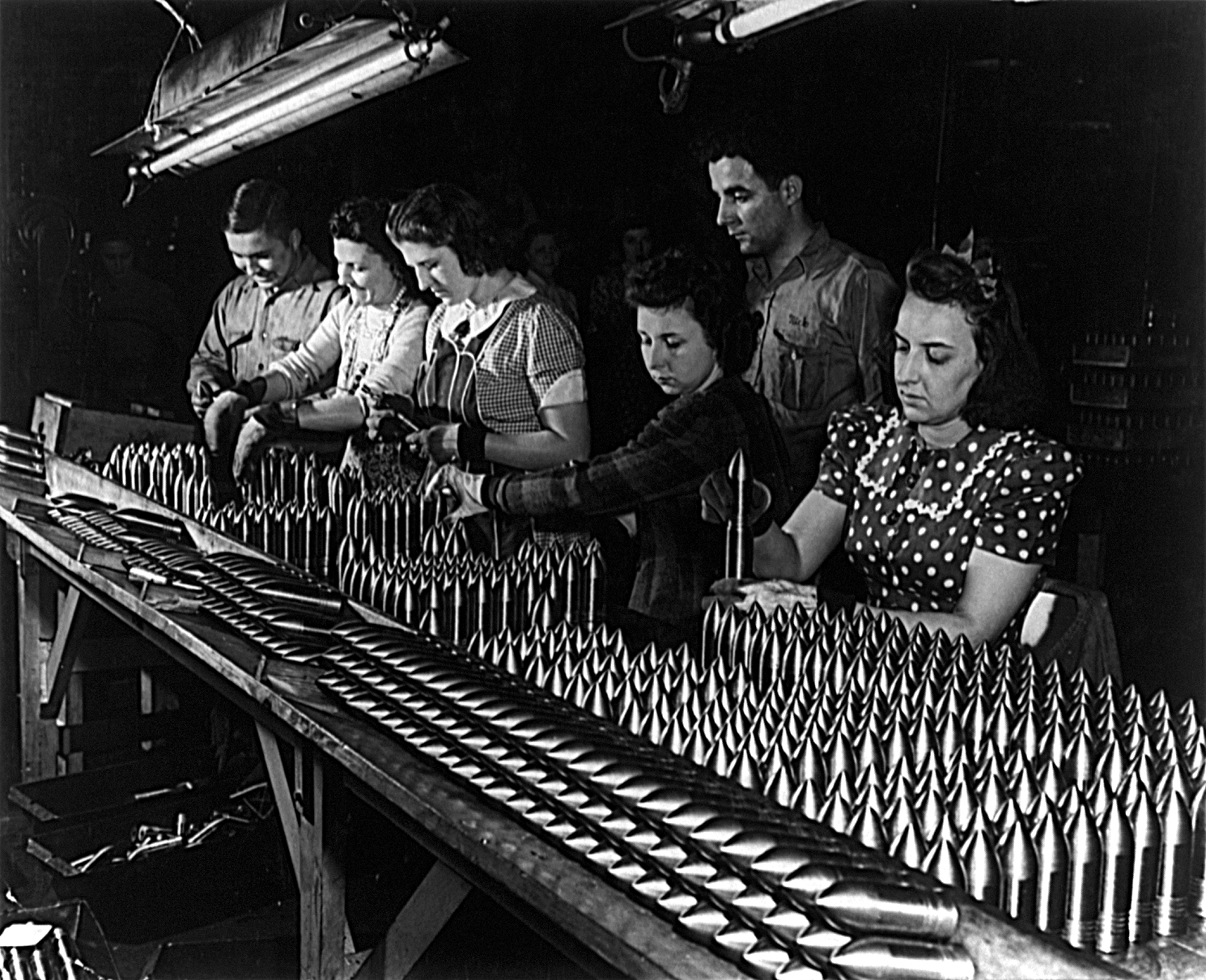
Operaie impiegate nella produzione bellica

La terza ghinea andrà senz'altro all'associazione pacifista maschile. Sarebbe però opportuno, afferma Woolf, che esistesse anche un'associazione femminile pacifista: la si potrebbe chiamare la «Società delle Estranee». Sarà formata da «figlie di uomini colti» e dovrà essere molto diversa dalle analoghe associazioni: «non avrà alcuna sede, alcun comitato, alcuna segreteria; non convocherà riunioni, non organizzerà convegni». Non vi si terranno cerimonie e non si presteranno giuramenti, e il primo dovere delle aderenti sarà quello di non combattere mai con le armi e di rifiutarsi, in caso di guerra, di fabbricare armi e di prestarsi a fare le infermiere, come accadde nella guerra precedente.
Vi è poi un altro dovere, il più importante, difficile e in sintonia con il nome che l'associazione si è data: si tratta «non di incitare i fratelli a combattere, e neppure di cercare di dissuaderli, bensì di mantenere un atteggiamento di totale indifferenza». L'indifferenza nasce dai fatti, ed è «un fatto che la donna non è in grado di capire l'istinto che spinge il fratello a combattere, la gloria, l'interesse, la virile soddisfazione che il combattimento gli offre». L'istinto del combattimento è una caratteristica sessuale che lei non può condividere - forse è il corrispondente maschile dell'istinto materno - e che perciò non può nemmeno giudicare. Questa è la ragione dell'atteggiamento di indifferenza che occorre tenere di fronte a «un istinto completamente estraneo a lei, tanto estraneo quanto sono riusciti a renderlo secoli di tradizione e di educazione. Questa è una distinzione fondamentale e istintiva su cui può poggiare l'indifferenza».
Non vi è, in Woolf, la preoccupazione di rimarcare la necessità dell'eguaglianza tra i sessi, ma vi è la sottolineatura di una differenza che le appare positiva, perché deve comportare il rifiuto di una cultura non condivisibile, né accettabile, ma invasiva, perché è la cultura dominante: la differenza uomo-donna deve generare nella donna l'indifferenza per i valori politici e morali della cultura maschile. Un tema, questo, che sarà al centro della riflessione del femminismo di «seconda ondata».

#### Simone de Beauvoir
(S. de Beauvoir, Il secondo sesso, 1984, p. 325)

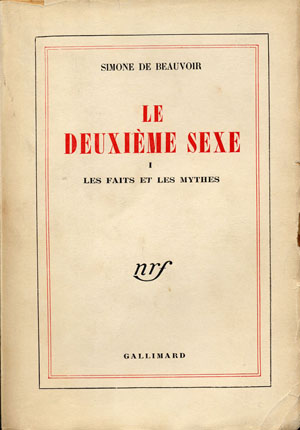
Le deuxième sexe, 1949

Il voluminoso saggio Le deuxième sexe (Il secondo sesso) di Simone de Beauvoir (1908-1986) apparve nel 1949. Beauvoir, legata allo scrittore e filosofo Jean-Paul Sartre (1905-1980), non era, per sua stessa dichiarazione, propriamente una femminista, anche se darà poi il suo sostegno al movimento femminile, ma era un'esistenzialista che, da questa prospettiva, indagava sulle cause della condizione di inferiorità in cui si trova la donna e sulle sue possibili vie di uscita.
Ogni essere umano compie durante la sua vita innumerevoli scelte: per esempio, sceglie questo o quel corso di studi, questo o quel lavoro, sceglie di relazionarsi con questa o quella persona, prende insomma questa o quella decisione, anche la più insignificante. Certamente esiste il condizionamento dato dell'ambiente e dalle circostanze particolari in cui si trova a vivere, ma in ultima istanza egli è sempre libero di scegliere, anzi è «costretto a scegliere» e perciò è «costretto a essere libero». In questa libertà, egli può operare due scelte fondamentali: quella di vivere nel mondo quale esso è, ed è la scelta che Sartre chiama dell'«immanenza», del vivere nell'«in sé», limitando la propria libertà con la subordinazione alle regole e ai valori del mondo, e vi è la scelta contraria del vivere nel «per sé», la scelta della «trascendenza», nella quale si realizza la propria libertà operando per trasformare il mondo nel quale si vive, avendo scelto di modificarne le dinamiche, le regole, i valori.
Partendo da questi presupposti Beauvoir nota come «ogni soggetto si pone concretamente come trascendenza attraverso una serie di finalità; esso non attua la propria libertà che in un perpetuo passaggio ad altre libertà; la sola giustificazione dell'esistenza presente è la sua espansione verso un avvenire indefinitamente aperto. Ogni volta che la trascendenza ripiomba nell'immanenza v'è uno scadere dell'esistenza nell'in sé, della libertà nella contingenza; tale caduta è una colpa morale se è accompagnata dal consenso del soggetto, ma se gli è imposta, prende l'aspetto di una privazione e di un'oppressione; in ambedue i casi è un male assoluto».
È proprio questa la posizione che la donna assume nel mondo: «Ogni individuo che vuol dare un significato alla propria esistenza, la sente come un bisogno infinito di trascendersi. Ora, la situazione della donna si presenta in questa singolarissima prospettiva: pur essendo, come ogni individuo umano, una libertà autonoma, ella si scopre e si sceglie in un mondo in cui gli uomini le impongono di assumere la parte dell'Altro [...] pretendono di irrigidirla in una funzione di oggetto e di votarla all'immanenza, perché la sua trascendenza deve essere perpetuamente trascesa da un'altra coscienza essenziale e sovrana».

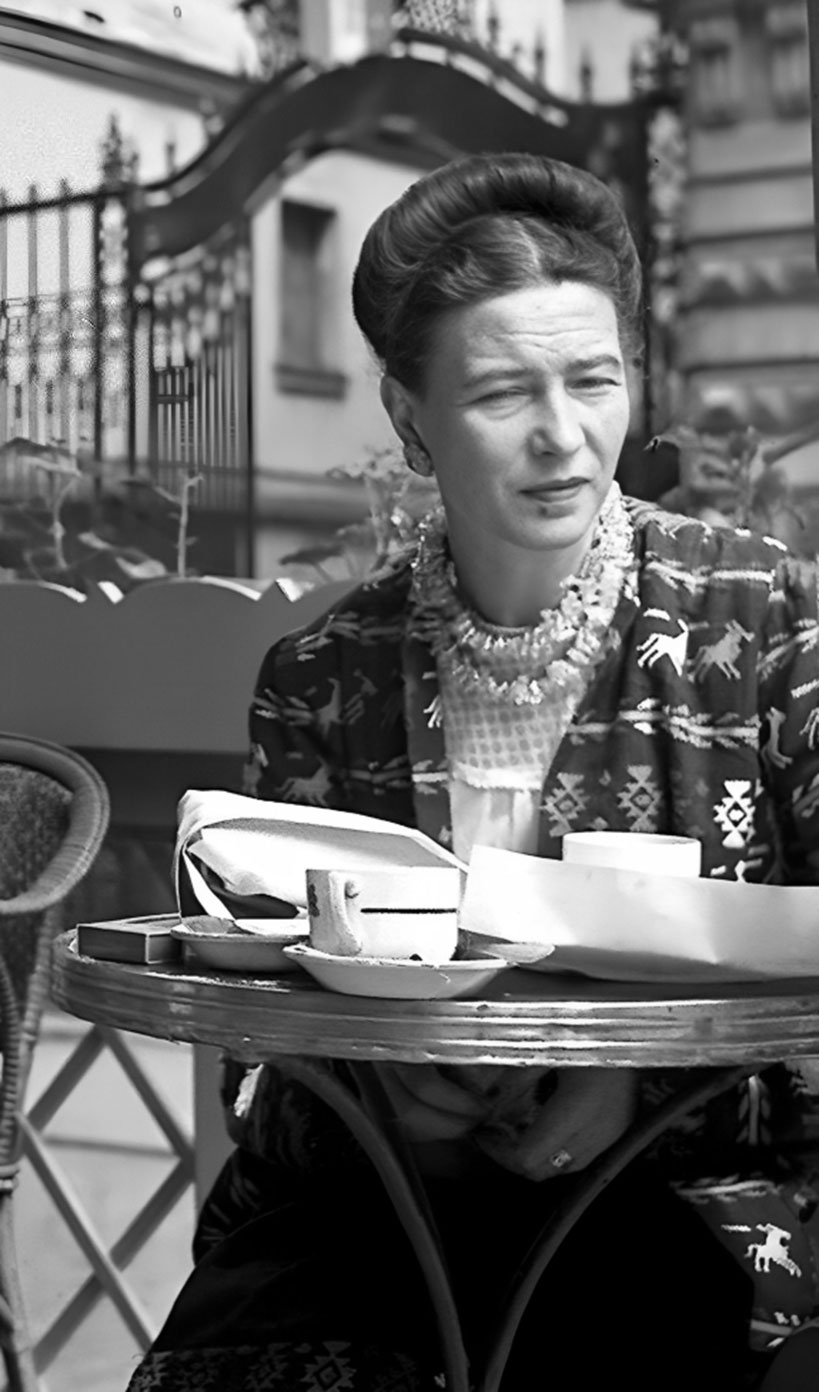
Simone de Beauvoir

Ciascun essere umano, nella sua propria individualità, è necessariamente «altro» (minuscolo) rispetto a ogni (altro) individuo, ma in questa ovvia considerazione di alterità non vi è alcuna connotazione di valore, né indicazione di una condizione di subordinazione: l'«Altro» (maiuscolo), per Beauvoir è invece l'essere connotato come irriducibilmente inferiore che, in quanto tale, va tenuto distinto e individuato con chiarezza in modo da essere collocato in un piano inferiore e separato. In questo contesto l'«Altro» è la donna, è l'appartenente a un sesso diverso da quello che ha connotato e connota di sé il mondo, è perciò «il secondo sesso», essendo naturalmente quello maschile il primo.
È difficile comprendere come e quando sia nata questa sudditanza, che non può in nessun modo essere paragonata alle oppressioni sociali, o razziali o religiose che nella storia hanno generato e generano conflitti aperti e sanguinosi. L'opposizione dei sessi, secondo Beauvoir, deve essersi originata da una scelta esistenziale in un contesto storico determinato, a partire da un'unione originale: «la coppia è un'unità fondamentale le cui metà sono connesse indissolubilmente l'una all'altra. Nessuna frattura della società in sessi è possibile. Ecco ciò che essenzialmente definisce la donna: essa è l'Altro nel seno di una totalità, i cui due termini sono indispensabili l'uno all'altro».
Ciò spiega perché «quando l'uomo considera la donna come l'Altro, trova in lei una complicità profonda. Così la donna non rivendica se stessa in quanto soggetto perché non ne ha i mezzi concreti, perché esperimenta il necessario legame con l'uomo senza porne la reciprocità, e perché spesso si compiace nella parte dell'Altro». Questa sorta di consenso della donna a essere Altro è stato espresso da Beauvoir nella celebre definizione «Donna non si nasce, lo si diventa», ma la donna potrà liberarsi dalla sua dipendenza in una società dove sia bandito ogni tipo di sfruttamento. Allora avverrà la sua trasformazione da Altro in altro per l'uomo; riconoscendosi reciprocamente soggetti liberi e uguali, uomo e donna manterranno «i miracoli che genera la divisione degli esseri umani in due categorie distinte: il desiderio, il possesso, l'amore, il sogno, l'avventura; e le parole che ci commuovono - dare, conquistarsi, unirsi - conserveranno il loro senso [...] e la coppia umana troverà la sua vera forma».
La sua visione di "donna a cui importa credere nell'uguaglianza dei sessi" ispirò il pensiero femminista di Chantal Mouffe.

#### Betty Friedan
Il dopoguerra vide molte donne, che nei paesi belligeranti erano state impiegate al posto degli uomini inviati al fronte, ritornare alle loro consuete mansioni casalinghe. Negli Stati Uniti, in particolare, l'accelerazione al progresso tecnico impressa dalla stessa guerra permise alle imprese già impegnate nello sforzo bellico di riconvertire la produzione in beni di consumo ad alto contenuto tecnologico, resi accessibili a un largo pubblico grazie alle agevolazioni creditizie.
Nasceva la cosiddetta società dei consumi, che presto si sarebbe espansa all'Europa: le case degli americani si riempirono di elettrodomestici – televisioni, forni elettrici, frigoriferi, lavatrici, lavastoviglie, aspirapolvere, lucidatrici – che, insieme con l'uso dell'automobile che permetteva di sbrigare più velocemente le commissioni e con i grandi supermercati dove si poteva trovare qualunque cosa rendendo più semplice e rapida la spesa, sembravano rendere lievi e perfino divertenti i già faticosi e noiosi lavori domestici. Il sogno della famiglia della middle class divenne la casa unifamiliare con annesso giardino a prato, che si affaccia nel viale silenzioso di un quartiere residenziale, lontano dalle pericolose periferie dei centri urbani. Contemporaneamente, la pubblica opinione vantava alle ragazze le soddisfazioni del matrimonio e della vita familiare, e la convenienza di rinunciare agli studi e al lavoro: solo allevare figli e prendersi cura del marito avrebbe realizzato le autentiche aspirazioni di una donna.

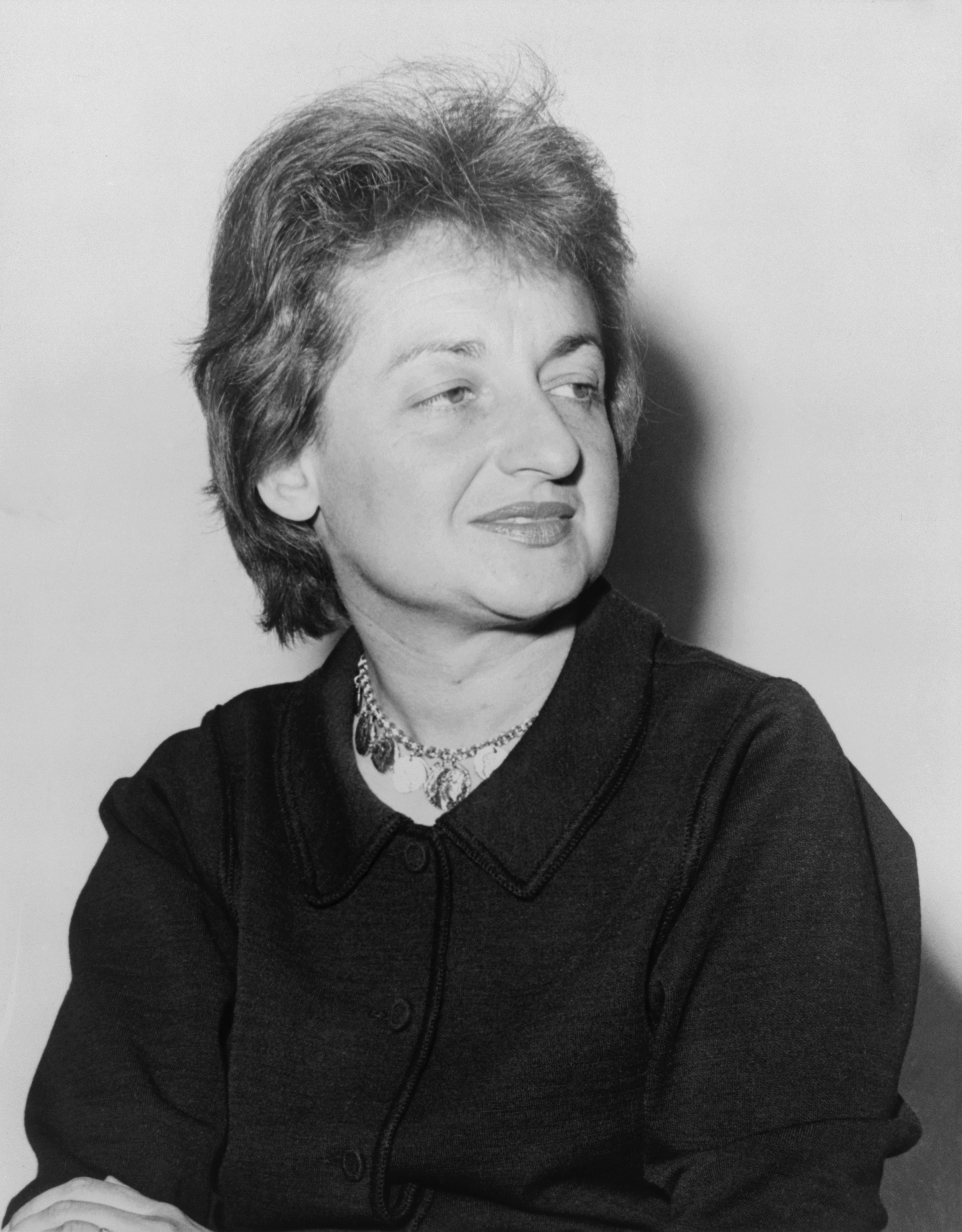
Betty Friedan

Nel 1957 Betty Friedan (1921-2006) organizzò dei sondaggi presso molte donne di mezza età, laureate o d'istruzione superiore, che si erano dedicate esclusivamente a una vita di casalinghe, intervistandole circa la loro istruzione, le loro esperienze e le eventuali soddisfazioni ricavate dalla loro vita attuale. Scrisse articoli su quello che chiamò "il problema senza nome", che poi raccolse e rielaborò nel libro The Feminine Mystique (La mistica della femminilità), pubblicato nel 1963.
Il suo libro-inchiesta ebbe grande successo e smentì l'immagine stereotipata fornita dagli «esperti» di pubblicità, di sociologia e di psicologia nelle riviste specializzate: esisteva in realtà un «problema senza nome condiviso da innumerevoli donne americane», del quale i creatori della «mistica della femminilità» - la donna tutta casa, figli e marito - non avevano mai parlato. Il problema consisteva nel disagio della loro condizione, del quale non riuscivano a trovare una causa, ma ne esprimevano i sintomi: «Talvolta c'era chi diceva: "Ogni tanto mi sento vuota ... incompleta". Oppure: "Mi pare di non esistere". Talvolta questa sensazione veniva annullata con un tranquillante. Talvolta la donna pensava che tutto dipendeva dal marito o dai figli, o che quel che le occorreva era un nuovo arredamento, o un alloggio migliore o un amante o un altro bambino. A volte andava dal medico accusando sintomi che a malapena riusciva a descrivere: "Un senso di stanchezza ... mi arrabbio tanto con i bambini da spaventarmi ... mi vien da piangere senza motivo"».
Denunciato il ruolo coatto di sposa e di madre della donna americana, Friedan ritiene che essa debba procurarsi un lavoro e cercare di coniugare gli impegni professionali con quelli domestici. È la soluzione tradizionale già suggerita dal femminismo liberale del secolo precedente. Nel 1966 la stessa Friedan, insieme ad Aileen Hernandez e a Pauli Murray, fondò la NOW, National Organization for Women, un'organizzazione che presentò proposte legislative allo scopo di ottenere l'effettiva eguaglianza tra i due sessi.

### La «seconda ondata»: il femminismo radicale

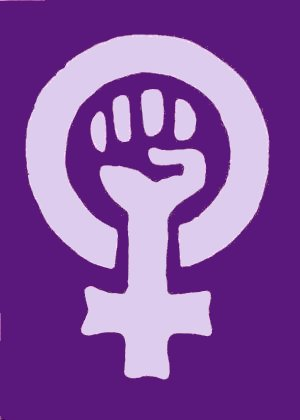
Uno dei simboli del movimento delle donne in Germania dagli anni settanta

Intanto negli Stati Uniti si diffondeva la protesta contro la discriminazione razziale, contro la politica neo-colonialista nei confronti dei paesi del Terzo mondo e contro la partecipazione alla guerra vietnamita: cresceva il numero dei renitenti alla leva in un Paese in cui esisteva ancora la coscrizione obbligatoria. In prima fila si ponevano intellettuali e studenti della New Left: tra di loro, gruppi di giovani donne cominciarono a pensare in modo nuovo il problema del ruolo delle donne in una società che formalmente riconosceva l'eguaglianza di tutti i cittadini, senza distinzione di sesso, ma di fatto sembrava essere ancora dominata dagli uomini.
Si tratta di femministe provenienti dalle file della classe media, alle quali le analisi della tradizione liberale e socialista non sembrano più sufficienti: se nelle democrazie occidentali le donne hanno ormai ottenuto parità giuridica ed eguali retribuzioni nell'ambiente di lavoro, ma se nella società e nella famiglia comandano ancora gli uomini, vuol dire che i motivi del dominio maschile vanno individuati alla radice, e cioè nella differenza sessuale.

#### LeRedstockings
Il nuovo femminismo radicale, rappresentato ai suoi esordi dal gruppo delle Redstockings, il 7 luglio 1969 lanciò il suo manifesto a New York: «Le donne sono una classe oppressa. La nostra oppressione è totale e riguarda ogni aspetto della nostra vita. Siamo sfruttate come oggetti sessuali e di riproduzione, come personale domestico e come manodopera a basso costo. Siamo considerate esseri inferiori, il cui unico scopo è quello di migliorare la vita degli uomini. La nostra umanità è negata. Il nostro comportamento ci viene prescritto e imposto con la minaccia della violenza fisica [...] Noi identifichiamo gli agenti della nostra oppressione negli uomini. La supremazia maschile è la più antica, la più basilare forma di dominio. Tutte le altre forme di sfruttamento e di oppressione (razzismo, capitalismo, imperialismo ecc.) sono estensioni della supremazia maschile: gli uomini dominano le donne, pochi uomini dominano il resto. Tutte le strutture di potere nel corso della storia sono stati a prevalenza maschile e maschilista. Gli uomini hanno controllato tutte le istituzioni politiche, economiche e culturali e hanno sostenuto questo controllo con la forza fisica. Hanno usato il loro potere per mantenere le donne in una posizione di inferiorità. Tutti gli uomini ricevono benefici economici, sessuali e psicologici dalla supremazia maschile. Tutti gli uomini hanno oppresso le donne».

#### Kate Millett

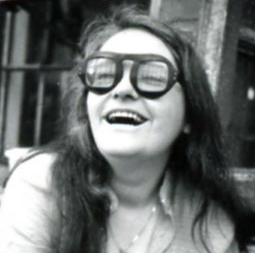
Kate Millett

L'anno successivo uscì il libro Sexual politics (La politica del sesso), di Kate Millett (n. 1934), una delle fondatrici del gruppo delle Redstockings, la quale elabora il tema secondo il quale il sessismo - la politica basata sul dominio del sesso maschile su quello femminile - è alla base del vigente sistema patriarcale.
Analizzando anche testi degli scrittori contemporanei David Lawrence, Norman Mailer, Henry Miller e Jean Genet, Millett rileva come i primi tre - eterosessuali - vedano nella donna «una fastidiosa forza minoritaria da conculcare e mirano a un ordinamento sociale nel quale la femmina sarebbe perfettamente dominata», mentre l'omosessuale Genet «ha invece integrato la donna in una visione di drastica sollevazione sociale, dove la sua antica subordinazione può dar luogo a una forza esplosiva. E, effettivamente, in Les paravents, sono le donne a rappresentare la rivoluzione».
Per Millett, che ha un'estrazione marxista, precedente al dominio di classe è il dominio dell'uomo sulla donna che si esprime nella politica sessista delle società patriarcali. La donna è considerata un oggetto sessuale da usare per il proprio piacere, ma lo stesso atto sessuale, prima ancora di essere un atto di piacere e di procreazione, è un atto politico con il quale si manifesta e si riafferma la supremazia del maschio «in tutti i momenti della storia e in tutte le forme istituzionali [...] e con tutti i mezzi (dalle "lusinghe" del "mito" della donna alle "minacce" di violenza sessuale)».

#### Shulamith Firestone
Anche The Dialectic of Sex (La dialettica dei sessi) di Shulamith Firestone (n. 1945), pubblicato nel 1970, cerca le cause del predominio maschile sulle donne e le trova nella condizione che la natura ha assegnato alla donna di trovarsi per mesi in gravidanza, a dover partorire e allevare per anni i propri figli. In molti anni della sua vita la donna si trova pertanto, all'interno della famiglia, in una condizione di obbiettiva debolezza e bisognosa dell'aiuto dell'uomo, che da questa situazione ha tratto i motivi per imporre il suo dominio.
Come è necessaria una rivoluzione socialista per eliminare le distinzioni di classe, così è necessaria una rivoluzione femminista perché le donne si riapproprino del controllo del loro corpo e della fertilità: «l'obiettivo finale della rivoluzione femminista deve essere, a differenza di quella del primo movimento femminista, non solo l'eliminazione del privilegio maschile, ma della stessa distinzione dei sessi: le differenze genitali tra gli esseri umani non avranno più alcuna importanza culturale».
Si potrebbe così tornare alla libera espressione di una pansessualità - quella che Freud chiamava perversa polimorfa - che sostituisca l'attuale unico binomio etero-omosessuale e «la riproduzione della specie da parte di un sesso a beneficio di entrambi sarebbe sostituita dalla riproduzione artificiale». Grazie alla socializzazione dell'allevamento dei figli cesserebbe la dipendenza del bambino dalla madre e dalla madre dal bambino, e si spezzerebbe la tirannia della famiglia biologica, così come la cibernetica libererà uomini e donne dalle fatiche del lavoro.

#### Anne Koedt
Anne Koedt (n. 1941), altra militante delle Redstockings come Millett e Firestone, aveva già scritto nel 1968 per le Notes from the First Year di quest'ultima un articolo che ripubblicò rielaborato nel 1970, The Myth of the Vaginal Orgasm (Il mito dell'orgasmo vaginale), un testo molto «scandaloso» all'epoca, nel quale attaccò il fondamento della teoria freudiana sulla sessualità femminile, ossia l'idea che una giovane divenga realmente donna sessualmente adulta quando abbandoni l'orgasmo clitorideo, ottenuto con la pratica della masturbazione, in favore dell'orgasmo vaginale, che sarebbe provocato dalla penetrazione maschile. Freud sosteneva che la frigidità femminile - l'incapacità di raggiungere l'orgasmo vaginale - era una forma di nevrosi, riconducibile a una fissazione alla fase puberale.
In realtà «la vagina non è un'area altamente sensibile e non è congegnata per raggiungere l'orgasmo. È la clitoride il centro della sensibilità sessuale e l'equivalente femminile del pene». E come il pene è l'unica area sessualmente sensibile dell'uomo, nella donna «c'è una sola area di acme sessuale, anche se ci sono molte aree di sollecitazione sessuale: quell'area è la clitoride» che nel rapporto sessuale convenzionale non viene sufficientemente stimolata e la donna sembra «frigida». Che le cose stiano effettivamente in questo modo era del resto già stato dimostrato da decenni da studi d'istologia e di sessuologia, passati inosservati, per la loro stessa natura, all'opinione pubblica.
Della cosiddetta frigidità femminile è in realtà responsabile l'uomo, che ha l'errata idea che la penetrazione vaginale - niente altro che una masturbazione maschile ottenuta con lo sfregamento del pene nelle pareti vaginali - sia il canonico e corretto rapporto sessuale in grado di appagare entrambi i partner. Ne deriva altresì che attraverso il mito freudiano «le donne sono state definite sessualmente nei termini che piacciono agli uomini [...] siamo state nutrite col mito della donna liberata e del suo orgasmo vaginale - un orgasmo che di fatto non esiste».
Il mito freudiano è del resto funzionale a una società organizzata in vista dello sfruttamento degli interessi maschili e gli uomini «temono di diventare sessualmente superflui se la clitoride fosse sostituita alla vagina come centro del piacere femminile». A loro volta le donne potrebbero liberare la loro sessualità: «lo stabilimento dell'orgasmo clitorideo come fatto minaccerebbe l'istituzione eterosessuale. Esso indicherebbe infatti che il piacere sessuale si può ottenere sia da un uomo che da un'altra donna, facendo così dell'eterosessualità non un assoluto ma un'opzione».

#### Il femminismo lesbico

##### LeRadicalesbians
(Attribuito a Ti-Grace Atkinson, in  A. Koedt, Lesbianism and Feminism. URL consultato il 2 giugno 2010 (archiviato dall'url originale il 21 novembre 2008).)
Le conclusioni del saggio di Koedt diedero una forte spinta all'organizzazione di un movimento lesbico, dal momento che inizialmente le lesbiche si erano sentite discriminate dal movimento femminista. Nel 1970 il gruppo delle Radicalesbians poté pubblicare sulle Notes from the Third Year il suo manifesto, The Woman Identified Woman.
«Che cosa è una lesbica? Una lesbica è la rabbia di tutte le donne condensata al punto di esplosione» - è l'esordio del manifesto. Innanzi tutto «il lesbismo, come l'omosessualità maschile, è una categoria di comportamento possibile solo in una società sessista caratterizzata da rigidi ruoli sessuali e dominata dalla supremazia maschile. Tali ruoli sessuali disumanizzano le donne definendoci una sottocategoria rispetto alla dominante casta degli uomini». Le lesbiche sono considerate una sorta di uomini mancati, alienati dal proprio corpo e dalle proprie emozioni e «l'omosessualità è il risultato di un particolare modo di creare ruoli o modelli di comportamento sulla base del sesso, e in quanto tale è una categoria inautentica, non in consonanza con la "realtà". In una società in cui gli uomini non opprimessero le donne, e l'espressione sessuale potesse seguire i sentimenti, le categorie di omosessualità ed eterosessualità scomparirebbero».
«Lesbica» è anche un'etichetta che «l'uomo getta contro qualsiasi donna che osi essere suo pari sfidando le sue prerogative, tra le quali è compresa quella di considerare le donne un mezzo di scambio tra gli uomini». Ecco perché questa etichetta è oggi affibbiata alle femministe come ieri era assegnata a quelle donne che seppero costruirsi una vita indipendente dalla tutela dell'uomo.
«Lesbica» è una delle categorie sessuali con le quali gli uomini hanno diviso l'umanità: «mentre tutte le donne sono disumanizzate come oggetti sessuali, quando accettano di essere oggetti degli uomini esse ottengono la compensazione di essere identificate con la forza, l'ego e lo status dell'uomo. La disumanizzazione si rivela dal fatto che quando una donna eterosessuale conosce una lesbica, subito comincia a riguardarla come un suo potenziale oggetto sessuale, attribuendo alla lesbica un ruolo maschile surrogato: questo comportamento rivela il suo condizionamento eterosessuale a fare di sé stessa un oggetto quando il sesso è potenzialmente coinvolto in una relazione». Si nega così alla lesbica la sua piena umanità e si dimostra quanto forte sia il condizionamento culturale maschile in seno alle stesse donne.
Aver interiorizzato le definizioni che la cultura maschile dà delle donne, le esclude dalla possibilità di elaborare i termini della loro vita: «l'uomo ci attribuisce una sola cosa: lo status che ci rende schiave legittimandoci agli occhi della società in cui viviamo. Questo, nell'attuale gergo culturale, si chiama "femminilità" o "essere una vera donna". Noi siamo autentiche, legittimate, reali nella misura in cui siamo proprietà di un uomo del quale portiamo il nome. Essere una donna che non appartiene a nessun uomo significa essere invisibile, patetica, inautentica, irreale. L'uomo conferma la sua immagine di noi - ciò che dobbiamo essere per essere accettate da lui - ma non il nostro vero io; lui conferma la nostra femminilità, come la chiama, in relazione a lui, ma noi non possiamo affermare la nostra personalità, il nostro autentico noi stesse. Finché saremo subordinate alla cultura maschile per questa definizione, per questa approvazione, noi non potremo essere libere».

##### Adrienne Rich

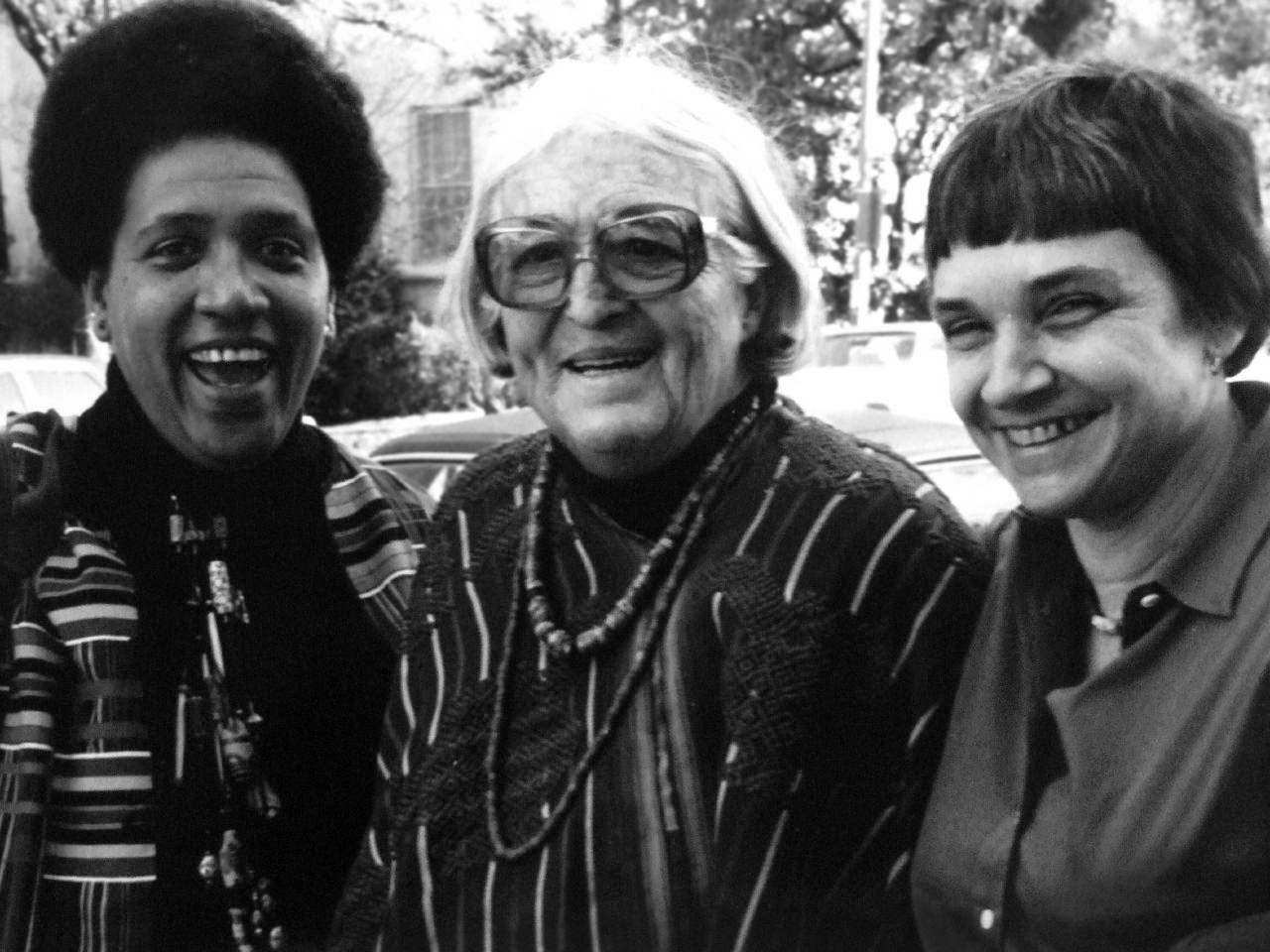
Adrienne Rich (a destra) con Audre Lorde e Meridel Le Sueur nel 1980

La scrittrice Adrienne Rich (1929-2012) nel 1976 aveva già dato un contributo alle discussioni del movimento femminista con Of Woman born (Nato di donna), in cui aveva difeso la funzione della maternità, considerandola una risorsa e una ricchezza della donna, purché sottratta alla logica patriarcale. Con Compulsory Heterosexuality and Lesbian Existence (Eterosessualità obbligata ed esistenza lesbica), del 1980, Rich interviene per rivendicare la piena legittimità del femminismo lesbico all'interno del movimento femminista, orientato in senso eterosessuale pur se violentemente polemico verso la cultura patriarcale: «La ricerca teorica femminista non può più limitarsi ad esprimere tolleranza per il "lesbismo" in quanto "stile di vita alternativo" o fare riferimenti meramente rituali alle lesbiche. È ormai tempo di elaborare una critica femminista dell'orientamento eterosessuale imposto alle donne».
Rich contesta che la sessualità femminile sia eterosessuale per una sorta di inclinazione di natura «mistico-biologica» - la necessità della riproduzione della specie - una preferenza o una scelta che spinge le donne verso gli uomini «nonostante i potenti impulsi e le complementarità emotive che spingono le donne verso le donne». Per Rich «l'eterosessualità, come la maternità, deve essere considerata ed analizzata in quanto istituzione politica».
L'eterosessualità è stata e viene imposta alle donne con i più diversi mezzi: lo stupro, le percosse, l'incesto, l'educazione - la spinta sessuale maschile equivarrebbe a un diritto - l'idealizzazione dell'amore eterosessuale nell'arte, nella letteratura, nei media, nella pubblicità - l'ideologia dell'amore eterosessuale inculcata alla donna fin da piccola attraverso le fiabe, la televisione, il cinema, la pubblicità, le canzonette e la coreografia dei riti nuziali è un mezzo potente di educazione all'eterosessualità - i matrimoni con spose bambine e quelli obbligati, la prostituzione, gli harem, le teorie psicoanalitiche sulla frigidità e l'orgasmo vaginale, le immagini pornografiche di donne che provano piacere dalla violenza sessuale e dall'umiliazione.

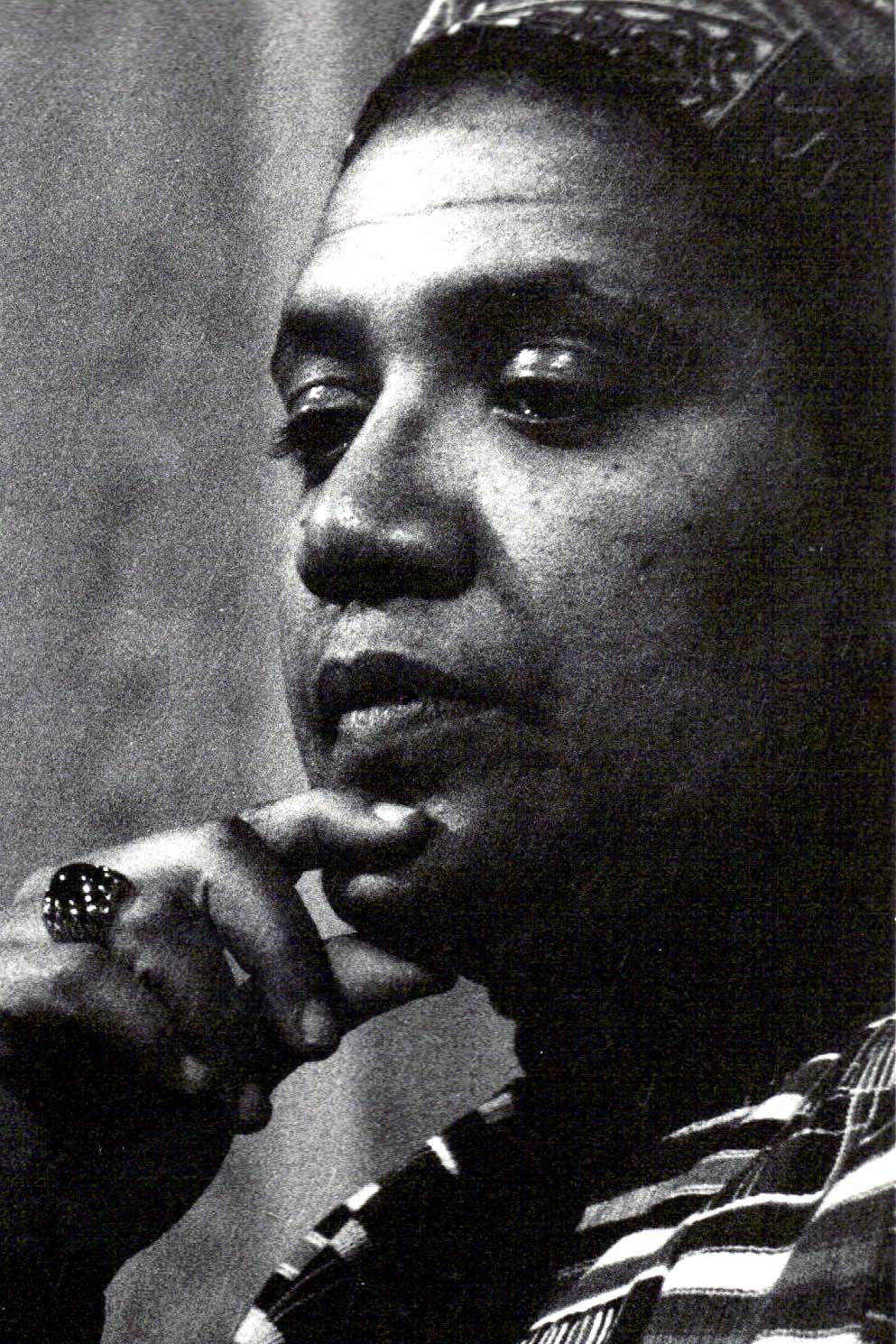
Audre Lorde

Ma fra i tanti sistemi di imposizione vi è naturalmente anche «l'occultamento della possibilità di una scelta lesbica, un continente sommerso che affiora di tanto in tanto per essere poi subito risommerso. Qualsiasi studio o elaborazione teorica femminista che contribuisca a mantenere l'occultamento e la marginalità lesbica opera contro la liberazione e il rafforzamento delle donne come gruppo».
La scrittrice introduce i concetti di esistenza lesbica e di continuum lesbico: «esistenza lesbica sta ad indicare sia il riconoscimento della presenza storica delle lesbiche che la nostra costante elaborazione del significato di tale esistenza. Per continuum lesbico intendo una serie di esperienze - sia nell'ambito della vita di ogni singola donna che attraverso la storia - in cui si manifesta l'interiorizzazione di una soggettività femminile e non solo il fatto che una donna abbia avuto o consciamente desiderato rapporti sessuali con un'altra donna. Se allarghiamo il concetto fino a includervi molte altre espressioni di intensità affettiva primaria fra donne, quali il condividere una ricca vita interiore, l'alleanza contro la tirannia maschile, lo scambio reciproco di appoggio pratico e politico [...] allora cominceremo a recuperare brandelli di storia e di psicologia delle donne che ci erano finora esclusi come conseguenza delle definizioni limitative e in gran parte cliniche di "lesbismo"».
Rich si rifiuta di assimilare all'omosessualità maschile l'esperienza lesbica, che è, come la maternità, un'esperienza profondamente femminile con uno specifico erotismo, che non può essere ristretto a nessuna singola parte del corpo, o al solo corpo, come un'energia non solo diffusa, ma onnipresente come scrive Audre Lorde, «quando si condivide la gioia, sia fisica che emotiva o psichica» e quando le donne condividono insieme il loro lavoro.

##### Monique Wittig
La femminista lesbica francese Monique Wittig (1935-2003) denuncia in The straight mind, del 1980, l'uso del linguaggio come arma politica, per dare una «lettura scientifica della realtà sociale nella quale gli esseri umani sono dati come invarianti, intoccati dalla storia e immuni dai conflitti di classe, con una psiche identica per ciascuno di essi perché geneticamente programmata». Un esempio è fornito dalla psicoanalisi, che pretende di interpretare il linguaggio simbolico dell'inconscio secondo modelli che in realtà essa stessa ha precostituito manipolando i discorsi dei malati. Nella psicanalisi di Jacques Lacan, così come nello strutturalismo antropologico di Lévi-Strauss, l'inconscio e il pensiero primitivo appaiono invariabilmente eterosessuali, ma si tratta di «un'operazione che è stata loro necessaria per eterosessualizzare sistematicamente quella dimensione personale che è emersa tra gli individui dominati nel campo storico, soprattutto tra le donne».
Le cosiddette scienze che presuppongono l'eterosessualità come fondamento di ogni società pretendono di presentare i loro concetti in modo neutro e apolitico, ma sono funzionali al mantenimento dell'oppressione, sono l'ideologia del gruppo dominante. La caratteristica di questa ideologia è di universalizzare tutti i concetti - come quelli di "donna", di "uomo", di "sesso", di "differenza" - come se fossero leggi generali vere per tutte le società, per tutte le epoche e per tutti gli individui, perché fondate sulla "natura", e perciò invarianti, quando in realtà sono solo espressioni di una cultura particolare sviluppatasi storicamente.
In One is not Born a Woman (Donna non si nasce) del 1981 - titolo che fa riferimento alla nota frase di Simone de Beauvoir - Monique Wittig sostiene che gli uomini e le donne costituiscono due classi separate, una divisione che ha unicamente origine politica: «non solo non esiste nessun gruppo naturale "donne" (noi lesbiche ne siamo una prova vivente, fisica), ma come individui noi rimettiamo in questione la "donna", che per noi non è che un mito», un mito costruito sul principio dell'eterosessualità e sulla riproduzione. Ammettere l'esistenza di una divisione "naturale" tra donne e uomini significa naturalizzare la storia e i fenomeni sociali, giustificando così l'oppressione come fatto necessario, e rendendo impossibile ogni cambiamento.
Essendo "donna" e "uomo" due categorie politiche, non sono di conseguenza eterne. Occorre perciò sopprimere gli uomini in quanto classe attraverso una lotta di classe politica: «quando la classe degli uomini sarà scomparsa, anche le donne in quanto classe scompariranno a loro volta, perché non ci sono schiavi senza padroni». Una nuova definizione della persona e del soggetto per tutta l'umanità può essere trovata solo al di fuori delle categorie di sesso, nel rifiuto delle scienze che le utilizzano come loro fondamenti.
Il lesbismo è per Wittig «la sola forma sociale nella quale possiamo vivere libere» come "lesbica" è il solo concetto al di là delle categorie di sesso, perché il soggetto designato non è una donna, né economicamente, né politicamente, né ideologicamente, perché «ciò che costituisce una donna è la relazione sociale specifica con un uomo», una relazione di servitù dalla quale le lesbiche si sono emancipate. La distruzione della classe delle donne passa attraverso «la distruzione dell'eterosessualità come sistema sociale basato sull'oppressione e l'appropriazione delle donne da parte degli uomini, che produce il corpo delle dottrine della differenza tra i sessi per giustificare questa oppressione».

#### Sviluppi del femminismo statunitense

##### Gayle Rubin: il sistema sesso/genere
Nel 1974 fu pubblicato il saggio di Gayle Rubin (n. 1949) The Traffic in Women. Notes on the "Political Economy" of Sex (Lo scambio delle donne. Note sulla "economia politica" del sesso). Rubin parte dalla classica analisi di Engels, che ritiene però di dover integrare con le ricerche Freudiana in psicoanalisi e quelle antropologiche di Lévi-Strauss. Per quanto le conclusioni di questi ultimi siano contestabili, il materiale da loro fornito è un utile strumento di comprensione della realtà sociale, con i suoi meccanismi di oppressione delle donne e dell'omosessualità.
Freud e Lévi-Strauss, infatti, «forniscono gli strumenti concettuali per individuare quella parte della vita sociale che è il locus dell'oppressione della donna, delle minoranze sessuali e di certi aspetti della personalità dell'individuo. Io chiamo questa parte della vita sociale "sex/gender system" [...] Un "sex/gender system" è, a una prima definizione, la tendenza dei dispositivi tramite i quali una società trasforma l'istinto sessuale biologico in prodotto dell'attività umana e attraverso cui i bisogni sessuali, così trasformati, sono soddisfatti».
Mentre gli individui si distinguono biologicamente secondo il sesso, ossia secondo le due categorie di maschi e femmine, il genere è «l'insieme dei processi di adattamento, modalità di comportamento e di rapporti, con i quali ogni società trasforma la differenza sessuale biologica in prodotti dell'attività umana». Si tratta del risultato di un processo storico che ha per conseguenza l'attribuzione, all'interno della società, di determinati ruoli in base al sesso di appartenenza. Attraverso l'educazione impartita fin dall'infanzia ci si aspetta che ogni individuo si identifichi con il ruolo assegnatogli – riconosca cioè la sua identità sessuata nel ruolo – e onori le aspettative relative assumendo i comportamenti corrispondenti.
Ne Les structures élémentaires de la parenté (Le strutture elementari della parentela) Lévi-Strauss aveva analizzato il matrimonio nelle società primitive. Egli ritiene che «l'essenza dei sistemi di parentela consista nello scambio delle donne tra uomini», costruendo così implicitamente una teoria dell'oppressione sessuale: «Scambio delle donne è una formula rapida per esprimere che i rapporti sociali di un sistema di parentela specificano che gli uomini hanno certi diritti sulle loro parenti donne, e che le donne non hanno gli stessi diritti, né su se stesse né sui loro parenti uomini. In questo senso, il concetto di scambio delle donne rappresenta una percezione profonda di un sistema nel quale le donne non hanno pieni diritti su se stesse».
Rubin va oltre le analisi di Lévi-Strauss, spiegando il senso dei sistemi di parentela. Questi si basano sul matrimonio e trasformano i maschi in uomini e le femmine in donne, cioè in un genere. Inoltre, «il tabù dell'incesto presuppone l'esistenza di un tabù, precedente e meno esplicito, sull'omosessualità. Una proibizione gravante su certe unioni eterosessuali suppone un tabù sulle unioni non eterosessuali. Il genere non è solo l'identificazione con un sesso, è anche l'obbligo di indirizzare il desiderio sessuale verso il sesso opposto. La divisione sessuale del lavoro è compresa in entrambi gli aspetti del genere: essa li crea uomo e donna e li crea eterosessuali. Il rifiuto della componente omosessuale della sessualità umana e, come suo corollario, l'oppressione degli omosessuali, è quindi un prodotto dello stesso sistema che, con le sue regole e i suoi rapporti, opprimono le donne».
Dalla psicoanalisi Rubin accetta il concetto di complesso di Edipo: la sua esistenza e i suoi effetti negativi sono dovuti proprio al sistema sex/gender, in quanto i bambini si trovano, crescendo e venendo investiti del ruolo, a dover negare l'amore per la madre, la figura primaria della loro infanzia. Se invece sia l'uomo che la donna si prendessero cura paritariamente dei loro figli, «il primo oggetto d'amore potrebbe essere bisessuale. Se l'eterosessualità non fosse obbligatoria, questo primo amore non dovrebbe essere represso [...] e l'intero dramma edipico si potrebbe ridurre a una reliquia».
Il movimento femminista, che si pone il problema del superamento delle contraddizioni di un sistema sociale che produce l'oppressione sessista, deve pertanto mirare all'eliminazione dei ruoli sessuali imposti. Il sogno di Rubin è quello di «una società androgina senza genere [...] nella quale l'anatomia di una persona sia irrilevante per stabilire cosa si deve fare e con chi si deve fare l'amore».

##### Susan Brownmiller
La ricerca delle origini dell'oppressione femminile nella storia umana portò Susan Brownmiller (n. 1935) a teorizzare nel suo Against Our Will. Men, Women and Rape (Contro la nostra volontà. Uomini, donne e violenza sessuale) del 1975, che sia stato lo stupro o anche soltanto la minaccia della violenza sessuale il mezzo con il quale gli uomini primitivi ottennero quella subordinazione delle donne che, pur in forma mutate, si è perpetuata nelle società moderne attraverso quella che lei ha chiamato «cultura dello stupro».
Già il socialdemocratico tedesco August Bebel (1840-1913), ne La donna e il socialismo (1879), prima ancora di Engels rintracciò nella necessità di avere maggiore quantità di forza lavoro l'origine del ratto delle donne e della schiavitù dei nemici fatti prigionieri: «Le donne diventarono lavoratrici e oggetti di piacere per i conquistatori, i loro uomini diventarono schiavi». Ma, anche se questa analisi è probabilmente vera in sé, secondo Brownmiller lo stupro, quale mezzo di intimidazione e di asservimento, ha cronologicamente preceduto il ratto e la schiavitù: «in termini di anatomia umana, la possibilità di un coito forzato incontrovertibilmente esiste. Questo solo fattore può essere bastato per determinare un'ideologia maschile dello stupro. Quando gli uomini scoprirono che potevano violentare, si misero a farlo».
Se le prime violenze sessuali poterono essere episodiche, presto l'uomo comprese che esse potevano rappresentare «la fondamentale arma offensiva dell'uomo contro la donna, il principale agente del volere di lui e della paura di lei [...] il definitivo banco di prova della sua forza superiore [...] Si tratta, né più né meno, che di un consapevole processo d'intimidazione mediante il quale tutti gli uomini mantengono tutte le donne in uno stato di paura».

##### Dorothy Dinnerstein
The Mermaid and the Minotaur. Sexual Arrangements and Human Malaise (La sirenetta e il minotauro. Modalità sessuale e malessere umano) pubblicato nel 1976 dalla psicoanalista Dorothy Dinnerstein (1923-1992) rappresenta nelle due figure mitologiche della sirenetta e del minotauro i caratteri rispettivamente femminili e maschili generati dall'allevamento dei figli nelle famiglie delle moderne società occidentali.
Nel rapporto, prevalente se non unico, che i bambini stabiliscono con la propria madre a motivo dell'assenza o dell'insufficiente presenza del padre, si stabiliscono due distinte relazioni di genere: il bambino finirà per sottrarsi alla tutela opprimente della madre assumendo da adulto la figura del minotauro, l'essere che domina e possiede le donne, in modo da ribaltare il suo ruolo infantile di essere dominato da una donna. La bambina, per sottrarsi all'analoga tutela materna, assumerà invece la figura della sirenetta, che seduce l'uomo in modo essere dominata da questi, che si sostituisce così alla madre nel ruolo di dominante.
Come Rubin, anche Dinnerstein ritiene che la presenza a pari titolo del padre a fianco della madre - quello che ella chiama dual parenting - possa condurre a una trasformazione dei ruoli di genere che si stabiliscono all'interno della famiglia.

##### Nancy Chodorow
La psicoanalista Nancy Chodorow (n. 1944), autrice nel 1978 de The Reproduction of Mothering. Psychoanalysis and the Sociology of Gender (La riproduzione della funzione materna. Psicoanalisi e sociologia di genere) considera le differenze di genere formazioni di compromesso del complesso edipico. Tutti i bambini, per i quali la madre rappresenta il primo oggetto sessuale, formano il loro Io in reazione alla figura dominante della madre. Il maschio forma il suo senso di indipendenza in modo più immediato emulando il padre nel suo interesse possessivo verso la madre/moglie.
Per la bambina le cose vanno diversamente, poiché nella successiva fase edipica tenta di fare del padre l'oggetto del suo amore, ma viene ostacolata dal legame intenso con la madre. Tuttavia, da questo legame primario nasce e si mantiene la vocazione della bambina alla maternità, così che la riproduzione della funzione materna della donna costituisce la base per il perpetuarsi della sua collocazione nella sfera domestica: «che le donne facciano le madri è un aspetto fondamentale dell'organizzazione del sistema sesso/genere: sta alla base della divisione del lavoro e accanto all'ideologia circa le capacità e la natura della donna, genera anche una psicologia e un'ideologia della dominanza maschile». Nella divisione del lavoro l'agire dell'uomo si colloca infatti nel luogo allargato della società, mentre l'agire della donna si restringe nell'ambito della famiglia, e i loro distinti ruoli si riproducono nel succedersi delle generazioni.
Per superare un'organizzazione sociale che produce funzioni di generi discriminatorie, è allora necessario cominciare a «riorganizzare la cura della prole, dove l'accudimento primario sia compito comune degli uomini e delle donne». Crescendo in dipendenza di entrambi i genitori, il maschio «non finirebbe per legarsi alla negazione della dipendenza e alla svalutazione della donna» diminuendo «il suo bisogno di difendere gelosamente la propria mascolinità e il controllo delle sfere sociali e culturali che trattano e definiscono la donna come un essere secondario e privo di potere».

##### Andrea Dworkin
Andrea Dworkin fu una nota teorica del femminismo radicale, conosciuta soprattutto per una dura critica della pornografia, accostata nel suo giudizio allo stupro e ad altre forme di violenza contro le donne. Nel giro di dieci-quindici anni il suo nome è conosciuto in tutti gli Stati Uniti come portavoce del movimento femminista contro la pornografia e come autrice di testi sullo sfruttamento economico delle immagini del corpo femminile e sulla rappresentazione degradata della sessualità, in particolare Pornography. Men Possessing Women (1981) e Intercourse (1987), che sono le sue due opere di maggior successo e notorietà.

#### Il femminismo nero

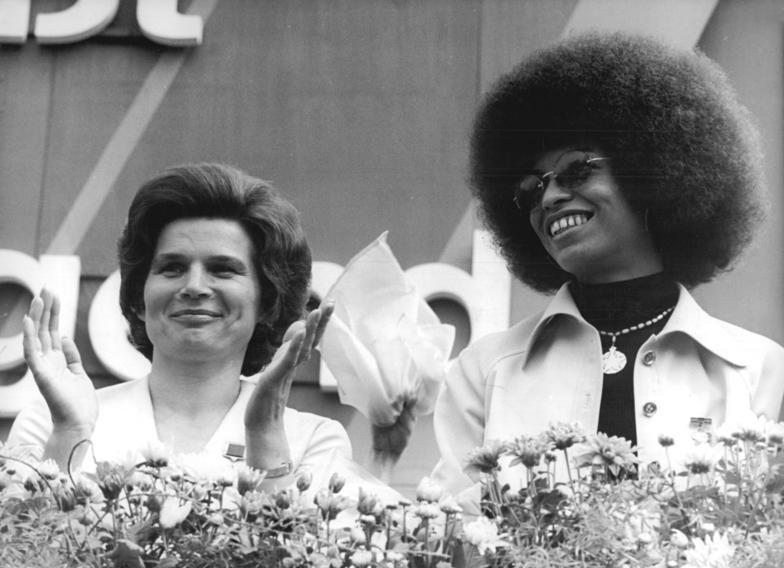
Angela Davis con Valentina Tereškova nel 1973

Il femminismo americano si era costituito fin dall'inizio come movimento di sole donne bianche che, pur denunciando anche le discriminazioni razziali esistenti negli Stati Uniti, non aveva fatto distinzioni tra uomini e donne nere e non aveva preso in considerazione la specifica oppressione esercitata dai neri contro le donne di colore.
Un gruppo di afro-americane diede vita a Boston, nell'aprile del 1977, al Combahee River Collective, un circolo femminista che prese il nome della località dove, durante la guerra di secessione, un reggimento di neri appartenente all'esercito nordista combatté vittoriosamente contro gli schiavisti della Confederazione sudista. La posizione programmatica del collettivo era fortemente radicale e d'ispirazione marxista: «crediamo che la politica sessuale sotto il patriarcato sia pervasiva nella vita delle donne nere quanto la politica di classe e razziale. È difficile separare la razza dall'oppressione di classe e razziale perché esse agiscono simultaneamente nella nostra vita».
Oltre a denunciare il razzismo e il maschilismo bianco, esse dovevano fare i conti con il sessismo di matrice nera e, rispetto alle femministe bianche, dovevano denunciare il ruolo marginale che il mondo del lavoro assegnava alle donne afro-americane che, quando potevano evitare la disoccupazione, si trovavano sottopagate e relegate a svolgere i lavori più umili. Convinte che «la liberazione di tutti i popoli oppressi richiede la distruzione del sistema politico-economico del capitalismo, dell'imperialismo e del patriarcato», affermavano che la rivoluzione socialista doveva essere anche «una rivoluzione femminista e anti-razzista» per garantire la loro effettiva liberazione.
Tra le esponenti di rilievo del femminismo nero statunitense vanno annoverate la scrittrice Michelle Wallace (n. 1952), autrice nel 1979 del libro Black Macho and The Myth of The Superwoman, Angela Davis (n. 1944), comunista, insegnante universitaria, il cui maggior contributo al femminismo è il libro Women, race and class del 1981, anno in cui viene pubblicato anche Ain't I a Woman? dell'attivista bell hooks, pseudonimo (in voluti caratteri minuscoli) di Gloria Jean Watkins (n. 1952), che esamina i temi dell'influsso storico del sessismo e del razzismo sulle donne nere, della svalutazione della femminilità nera, dei ruoli dei media nel propagandare il modello capitalistico e patriarcale, e della sottovalutazione, all'interno dello stesso movimento femminista americano, delle questioni razziali e classiste.

### Il femminismo inglese
La maggiore esponente del femminismo inglese è senz'altro Juliet Mitchell (n. 1940), socialista, psicoanalista e docente di psicoanalisi e di Gender Studies nell'Università di Cambridge. Già nel 1966 aveva affrontato, con il saggio The Longest Revolution, pubblicato nella «New Left Review» e rielaborato nel successivo Women's Estate, il problema della condizione di subordinazione sociale delle donne, individuandone le cause nella stessa struttura sociale capitalistica, nello stretto legame tra sessualità e procreazione, e nel ruolo di allevamento dei figli, assegnato esclusivamente a loro.
La via d'uscita, per le donne, è nella rivoluzione socialista, nel diritto al lavoro a pari condizioni con gli uomini, nella separazione tra sessualità e gravidanza, con l'utilizzo generalizzato e gratuito dei mezzi contraccezionali, nel porre fine ai pregiudizi sull'omosessualità, nella cura dei figli condivisa dai genitori, e nella creazione di un maggior numero di asili nido e di centri sociali.
In Psychoanalysis and Feminism, del 1974, Mitchell offre una rivalutazione delle analisi freudiane sulla psicologia femminile. Freud non è un «maschilista», come credono molte femministe, e in Totem e tabù egli indicò che il patriarcato ha origini storiche e non «naturali», e pertanto esso può essere combattuto e superato. La lotta politica va condotta sia contro il sistema patriarcale che contro quello capitalistico, perché il rovesciamento di quest'ultimo non porta di conseguenza la fine del primo, e a combattere il patriarcato le donne si troveranno a lungo isolate: solo «quando il movimento femminista avrà una sua teoria e una sua prassi rivoluzionaria, anche gli uomini (pur con qualche difficoltà) potranno rinunciare ai loro privilegi patriarcali e diventare femministi».
Un'altra esponente del femminismo inglese è Jill Tweedie, scrittrice e giornalista di The Guardian dal 1969 al 1988. Le sue rubriche quotidiane hanno ispirato un'intera generazione di donne e influenzato notevolmente il movimento femminista negli anni '70 e '80. Si è occupata in particolare di problemi relativi alla condizione femminile: è stata una delle prime giornaliste ad affrontare tematiche tabù in quegli anni, come l'uso degli stupri di massa delle donne come arma da guerra in Bangladesh, il trattamento delle donne durante il parto, le mutilazioni genitali, la violenza domestica e lo stupro.

### Il femminismo francese

#### Il femminismo materialista
Una parte del femminismo radicale francese, il femminismo materialista, nato intorno alla rivista Questions féministes, utilizza il vocabolario concettuale del marxismo ma opera una critica dell'ortodossia marxista. Le sue principale esponente sono Christine Delphy, Monique Wittig, Colette Guillaumin Nicole-Claude Mathieu e Paola Tabet.
Per questa corrente profondamente anti-essenzialista, l'origine del patriarcato non deve innanzitutto essere ricercata in nessuna natura specifica della donna, sia essa biologica o psicologica, ma nell'organizzazione della società. Le femministe materialiste si sono quindi concentrate sull'analisi delle "relazioni sessuali" (cioè il genere) come una relazione tra classi sociali antagoniste (la classe degli uomini e la classe delle donne), e non tra gruppi biologici. La prospettiva politica che ne deriva è dunque rivoluzionaria, perché la lotta delle classi di sesso deve portare alla scomparsa di queste classi e quindi del genere.
Per Christine Delphy, l'oppressione patriarcale si basa principalmente sull'estorsione del lavoro domestico delle donne da parte degli uomini all'interno della casa. Questo è sfruttamento nel senso marxista del termine: appropriazione della forza lavoro del subordinato da parte del dominante. Esiste quindi un modo di produzione patriarcale distinto dal modo di produzione capitalista, anche se i due sono intrecciati nelle società contemporanee. Le funzioni subalterne dell'apparato di produzione capitalista sono infatti occupate preferibilmente dalle donne.
Per Colette Guillaumin, le relazioni di genere vanno oltre il semplice sfruttamento della forza lavoro, si basano sull'appropriazione fisica del corpo delle donne da parte degli uomini. In questo senso, la situazione delle donne è più vicina a quella della gleba e dello schiavo che a quella del proletariato. In riferimento alla servitù della gleba e alla schiavitù, chiama quindi questo sistema sexage.
Sulla base della premessa delle analisi di Delphy e Guillaumin, Monique Wittig definisce le lesbiche come disertori della loro classe sessuale, nello stesso modo in cui lo erano gli schiavi cimarroni sfuggendo alla schiavitù. Conclude che le lesbiche non sono donne e che la liberazione delle donne può essere raggiunta solo attraverso la distruzione dell'eterosessualità come sistema sociale che produce il corpo di dottrine sulla differenza di genere che giustifica la loro oppressione.
Per Paola Tabet, la base materiale dell'oppressione femminile si trova nell'esclusione delle donne da strumenti e armi complesse. Tabet sviluppa il concetto di scambio economico-sessuale: in un contesto di dominazione maschile, i rapporti sessuali sono asimmetrici. Le donne scambiano rapporti sessuali non contro sesso ma contro un pagamento (principalmente economico ma anche in capitale simbolico o sociale). In questo contesto, prostituzione è il nome dato agli scambi economico-sessuali considerati illegittimi.

#### Il pensiero della differenza
Nel mondo di lingua inglese, il termine "femminismo francese" è usato per descrivere un specifico corrente del femminismo postmoderno attivo in Francia tra gli anni 1970 e 1990. Il termine fu creato da Alice Jardine e in seguito ridefinito dall'academica Toril Moi, includendo specificamente Hélène Cixous, Luce Irigaray e Julia Kristeva.

##### Luce Irigaray
Il 1º ottobre 1968 venne fondata a Parigi l'associazione femminista radicale Psy-et-po, ossia Psychanalise et politique. In Francia era allora molto vivo l'interesse per le controverse teorie di Jacques Lacan che cercava di rinnovare la psicoanalisi freudiana attraverso i mezzi dello strutturalismo linguistico di Ferdinand de Saussure: «l'inconscio è strutturato come un linguaggio» e il linguaggio comunica i valori e rappresenta il mondo nel quale ci troviamo a nascere. La dimensione che organizza e impone al bambino e alla bambina i valori dominanti è chiamato «ordine simbolico» perché si esprime con i simboli delle parole, e succede all'«ordine immaginario» nel quale i bambini si riconoscono per la prima volta nell'immagine rimandata dallo specchio, individuandosi come soggetti distinti.
Dalla Psy-et-po e dai seguaci di Lacan proviene Luce Irigaray (n. 1930), che nello Speculum. De l'autre femme (Speculum. Dell'altro in quanto donna), pubblicato nel 1974, rompe con la psicoanalisi freudiana e con Lacan, perdendo il posto al dipartimento di psicanalisi nell'Università di Parigi a Vincennes.

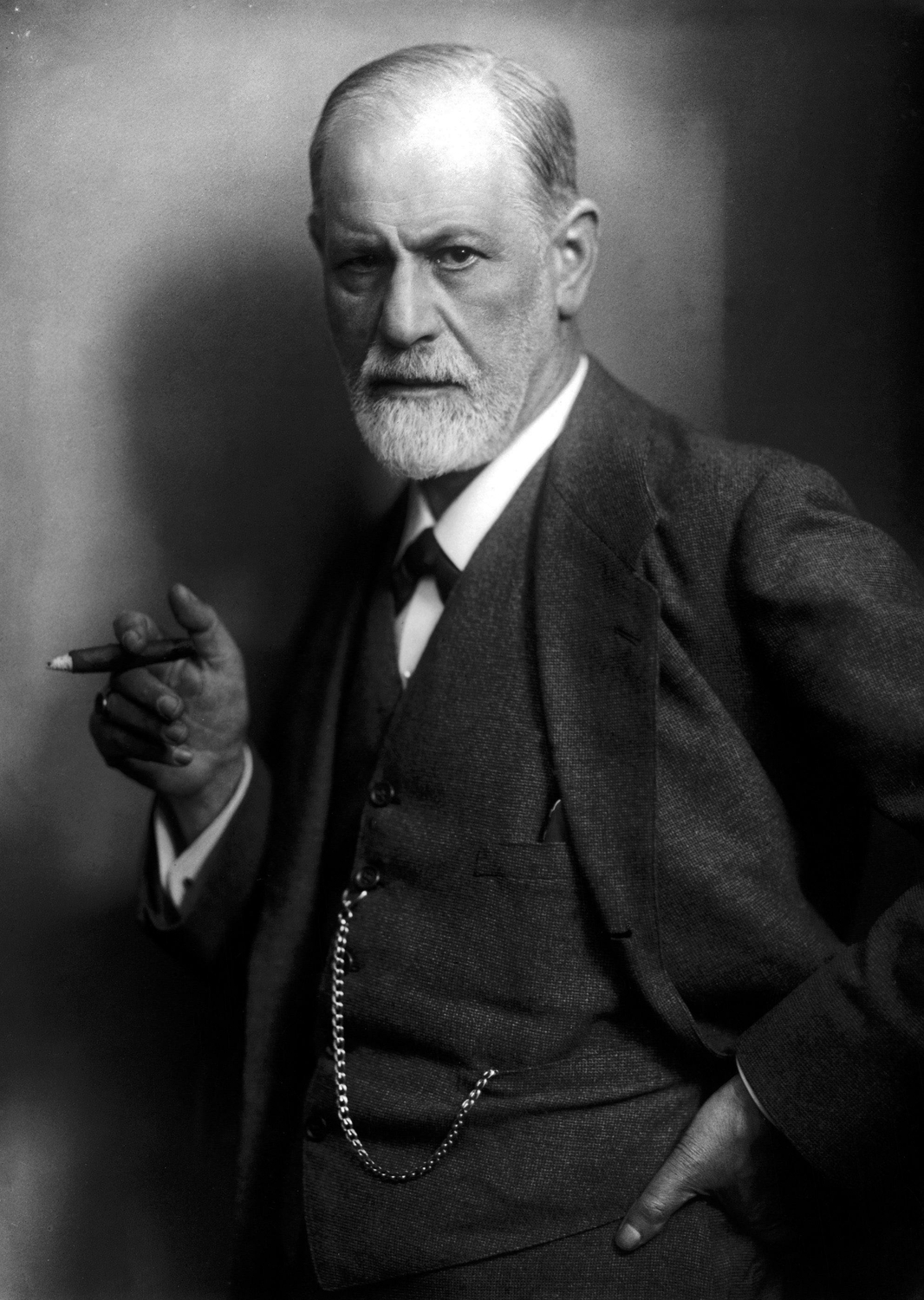
Sigmund Freud

Freud stesso definisce la femminilità un «enigma», per risolvere il quale egli parte dalla sessualità maschile. Dalla differenza dei due sessi, Freud preleva uno dei due termini - quello maschile - che viene assunto come origine la cui differenziazione porterà alla luce l'altro, che appare nelle forme di opposizione essere/divenire, avere/non avere, fallico/non fallico, pene/clitoride, logos/silenzio, desiderio della madre/desiderio d'essere madre: «tutte modalità d'interpretazione della funzione di donna rigorosamente postulate dal proseguimento d'una partita in cui la donna si trova sempre iscritta senza aver mai incominciato a giocare».
Con questi presupposti Freud arriva a considerare la bambina, nella «fase fallica» dello sviluppo sessuale, «un ometto», ma un ometto «dal pene più piccolo. Un ometto svantaggiato. Un ometto la cui libido subirà una più forte repressione [...] più narcisista [...] più pudico, perché si vergogna del confronto svantaggioso. Più invidioso e geloso perché meno dotato [...] un ometto il cui unico desiderio sarebbe quello d'essere o di restare un uomo».
Gli esempi di questa visione fallocentrica si possono moltiplicare: Freud limita il piacere masturbatorio della bambina alla sola clitoride, perché egli ignora le zone erogene che non hanno un corrispettivo maschile, oppure chiama maschile la fase nella quale sia la bambina che il bambino amano la madre - «un modo per eludere la singolarità della relazione tra la bambina e sua madre, così come altrove [Freud] si fa cieco davanti l'originalità d'un desiderio tra donne» - o ancora qualifica di maschile o neutra la libido. Una libido femminile è per lui «priva di qualsiasi giustificazione», perché diversamente rappresenterebbe «un fuori che minaccia, agli occhi del soggetto maschile della storia, le parole, i segni, il senso, la sintassi» della rappresentazione uomo-sessuale.
Il fallocentrismo delle teorie freudiane si conferma nella presunta «invidia del pene» provata dalla bambina. In Freud la differenza sessuale si risolve in un più o un meno di un sesso, il pene, e la mancanza e l'invidia relativa assolvono la funzione di polo negativo in una dialettica fallocentrica e a rimedio contro l'angoscia maschile di non avere un pene: «se lei ne ha invidia, allora lui ce l'ha. Se lei ha invidia di quello che lui ha, deve trattarsi di cosa che vale. Forse il solo valore che meriti di essere invidiato. Il campione su cui si misura ogni valore».
Insomma Freud, e con lui l'immaginario maschile costruito sull'ordine simbolico dominante, vede la donna come immagine invertita dell'uomo in uno specchio: «affinché l'io sia dotato di valore, occorre che uno specchio lo assicuri, lo ri-assicuri, della sua validità. La donna rappresenta il puntello nel meccanismo della specularità, lei che rinvia all'uomo la "sua" immagine [...] l'intervento di un'immagine altra, d'uno specchio altro, costituisce sempre il rischio d'una crisi mortale». Lo specchio altro è lo speculum, lo specchio concavo che riflette le immagini delle cavità del corpo che uno specchio piano non può rimandare, e che darebbe l'immagine di un'altra donna, quella reale, nella quale la differenza non è una mancanza o un nulla.

##### Julia Kristeva
La psicanalista e semiologa bulgara, naturalizzata francese, Julia Kristeva (n. 1941), senza essere propriamente una femminista, ha dato un contributo importante al dibattito sulla differenza sessuale con la sua teoria dell'ordine semiotico materno. L'ordine semiotico è l'insieme dei segni con la quale la madre si mette in rapporto con i figli fin dalla loro nascita - è dunque costituito dai gesti, dalle carezze, dal contatto diretto del corpo - e precede e viene sostituito dall'ordine simbolico paterno, teorizzato da Lacan e costituito dal linguaggio, che è portatore della dominante ideologia maschile.

##### Hélène Cixous
Hélène Cixous (n. 1937), scrittrice e fondatrice del Centro di studi femminili dell'Università di Vincennes, ha teorizzato la pratica di una «scrittura femminile», così detta perché rifiuta la logica della «scrittura maschile» basata sull'opposizione di coppie concettuali del tipo uomo/donna, padre/madre, attivo/passivo, sole/luna, cultura/natura, giorno/notte, testa/cuore, forma/materia, ecc.
Naturalmente la scrittura maschile non è altro che l'espressione del pensiero maschile, unico e centrale nella storia delle filosofie e delle letterature, e dunque il risultato del «logofallocentrismo». Di fronte a questa situazione di fatto, si può solo improvvisare «una scrittura di donne che si rivolgono ad altre donne, che esaltano quello che è stato ignorato e disprezzato dal discorso maschile, che creano continuamente strutture sintattiche e linguistiche nuove, femminili, non assorbibili nelle codificazioni maschili».

### Il femminismo olandese
Da vedere Wilhelmina Drucker e Aletta Jacobs.

### Il femminismo accademico: la questione dell'identità

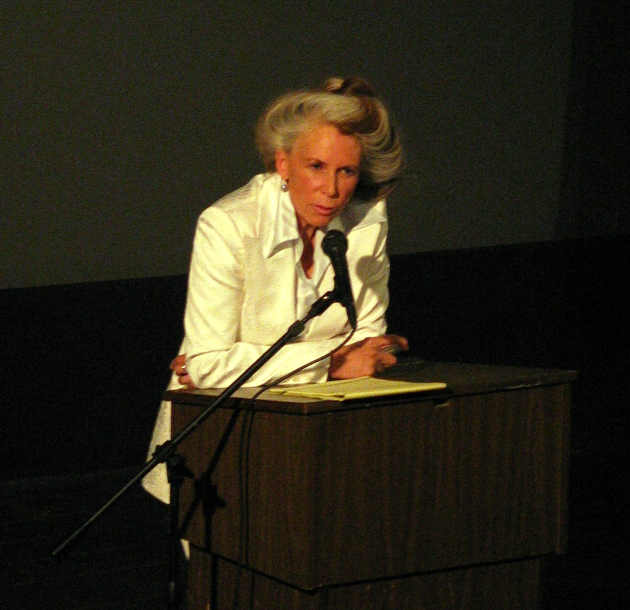
Catharine MacKinnon

A partire dai primi anni ottanta il movimento femminista, limitatamente alle sue forme organizzate, subisce un nuovo periodo di riflusso, per quanto alcune sue tematiche sembrano essersi ben radicate nella coscienza delle nuove generazioni e inserite nella pratica sociale e nella legislazione, soprattutto, dei paesi europei e del Nord America. Si diffonde il riconoscimento dell'interruzione volontaria di gravidanza, si puniscono le molestie sessuali, si pone attenzione all'uso di un linguaggio «politicamente corretto», e i movimenti omosessuali ottengono finalmente visibilità.
Un tema su cui le femministe, ma non solo, s'impegnano, è anche quello dello sfruttamento crescente del corpo femminile in spettacoli e in immagini, e della rappresentazione degradata della sessualità fornita da certe pubblicazioni. La femminista radicale americana Andrea Dworkin (1946-2005), che nel 1981 aveva pubblicato il libro Pornography. Men Possessing Women, nel 1983 iniziò insieme con l'avvocato Catharine MacKinnon (n. 1946), una campagna per ottenere la condanna legale delle pubblicazioni pornografiche in quanto rappresenterebbero una violazione dei diritti civili delle donne. Le città di Minneapolis e di Indianapolis emisero in tal senso due ordinanze che furono tuttavia dichiarate anticostituzionali. In compenso, la sua iniziativa fu parzialmente accolta nel 1992 dalla Corte Suprema del Canada, che valutò come certa pornografia rappresenti effettivamente una violazione della garanzia dell'eguaglianza dei sessi. La campagna anti-pornografia della Dworkin fu appoggiata da movimenti conservatori estranei al femminismo e fu criticata da non poche femministe, oltre che dalla scrittrice Erica Jong, che vi videro il rischio connesso all'esercizio di una generalizzata censura contro la libera espressione del pensiero.
La personalità della Dworkin, le sue affermazioni sferzanti e le sue posizioni inflessibili, soprattutto in riferimento alla sessualità e alla pornografia, sono state oggetto di aspre critiche da parte delle femministe contrarie alle sue teorie, che la accusarono di negare la libertà di autodeterminazione di una donna sul proprio corpo (compreso il diritto di esporlo o di "venderlo"). Sul versante opposto, la Dworkin è stata ammirata ed esaltata da numerose altre femministe, come la citata MacKinnon, che ne hanno riconosciuto la validità dei risultati e l'impegno in difesa delle donne. Tra le accuse più dure contro la Dworkin, quella di sostenere la censura contro la pornografia, censura paragonata al controllo dell'informazione di uno stato autoritario, che avrebbe dovuto colpire anche semplici autori erotici.

#### Carol Gilligan
Crescente è l'approfondimento, in ambito accademico, dei temi che erano emersi durante la «seconda ondata» femminista. Carol Gilligan (n. 1936), insegnante di psicologia nell'Università di Harvard, nel libro del 1982 In a Different Voice. Psychological Theory and Women's Development, (tradotto in italiano Con voce di donna. Etica e formazione della personalità), critica la teoria di Freud, ripresa da Lawrence Kohlberg, secondo la quale l'etica delle donne sarebbe inferiore a quella degli uomini. Analizzando le risposte a un test ideato da Kohlberg per valutare lo sviluppo morale di bambini dei due sessi, Gilligan, mettendo da parte improbabili questioni di superiorità o meno, rilevava piuttosto la differenza fra il soggetto morale maschile e quello femminile, il primo orientato all'individualismo astratto, il secondo alla relazione concreta.
Il dilemma proposto - un conflitto tra diritto alla vita e diritto alla proprietà privata - era risolto dal bambino per deduzione logica, astraendo dalla concreta situazione il problema morale: nella logica dell'equità egli poneva la soluzione della contesa. «A questo ordinamento gerarchico, con il suo mondo di rappresentazioni fatto di vincitori e vinti», si sostituisce, nell'impostazione che la bambina dà al dilemma, «un intreccio, una fitta trama di rapporti tenuta in vita da un processo di comunicazione», che ricomponga la lacerazione del rapporto all'origine del conflitto.

#### Donna Haraway: ilcyberfemminismo

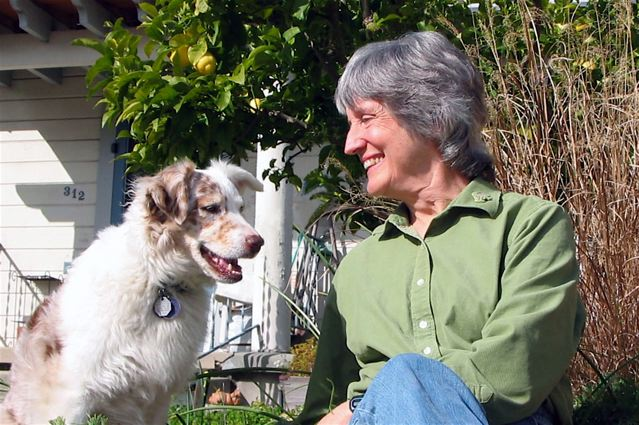
Donna Haraway

Donna Haraway (n. 1944), femminista socialista e insegnante nell'Università di Santa Cruz, è autrice di A Cyborg Manifesto. Science, Technology, and Socialist-Feminism in the Late Twentieth Century, pubblicato nel 1985 nella «Socialist Review». Il Manifesto della Haraway è la costruzione di un «mito politico», l'ipotesi di una società futura nella quale i valori del femminismo, del socialismo e del materialismo possano riconoscersi. Al centro dell'utopia è l'immagine del cyborg, «un organismo cibernetico, un ibrido di macchina e organismo, una creatura che appartiene tanto alla realtà sociale che alla finzione». Di fronte a questa nuova realtà, che potrà essere resa possibile dai crescenti progressi della tecnologia informatica, i concetti tradizionali di classe, razza, sesso, genere, corpo, identità, sono destinati a tramontare.
Il cyborg è una creatura che vive in un mondo post-genere e non ha niente a che vedere con la bisessualità, la simbiosi pre-edipica e l'alienazione del lavoro: natura e cultura sono rimodellate, le distinzioni tra naturale e artificiale, corpo e spirito, autosviluppo e creazione e altre ancora che permettevano di distinguere gli organismi dalle macchine, sono divenute molto vaghe. Il futuro mondo dei cyborg potrebbe essere costituito da realtà corporee e sociali nelle quali nessuno avrebbe timore di discendere da un essere animato e da una macchina, né di avere idee sempre frammentate, né opinioni sempre contraddittorie.
Nella realtà odierna - afferma Haraway - chiamarsi femminista e voler affermare il proprio femminismo è divenuto difficile, perché nominarsi significa anche escludere e le identità sembrano essere contraddittorie e parziali. Lo stesso «essere donna» - oltre a costituire una categoria molto complessa, costruita in base a discorsi scientifici sul sesso e su pratiche sociali discutibili - non è sufficiente a creare un legame con le altre donne, come dimostrano le divisioni tra le femministe stesse. Di fronte alla crisi dell'identità politica della sinistra e del movimento femminista, un passo in avanti può essere costituito dalla rinuncia a ricercare una unione basata sull'identità in favore di una coalizione basata sull'affinità.

#### Teresa de Lauretis: le tecnologie di genere
L'italiana Teresa de Lauretis (n. 1938), da tempo insegnante in diverse Università degli Stati Uniti, in saggi sull'arte teatrale e cinematografica - Alice no. Femminismo, semiotica, cinema (1984), Tecnologie del genere. Saggi su teoria, film e narrativa (1987) - ha affrontato il problema del ruolo assegnato agli attori, mostrando come il suo continuo cambiamento introduca il concetto di parodia: non esistono identità fissate dalla natura e ogni identità assunta è ogni volta una demolizione e una parodia della precedente.
Nella discussione, in ambito femminista, sulla differenza sessuale, il concetto di genere è stato sottoposto a un approfondimento tale che dal suo primitivo significato di semplice distinzione di sesso - il genere maschile e femminile - si è arricchito di una polivalenza di rappresentazioni derivate dalla sessualità, dalla razza, dalla posizione sociale, dalla cultura, dalla psicologia. Un primo risultato di analisi femminista fu concepire il genere quale «marchio della donna, il segno della sua differenza: una differenza sessuale che sottendeva un insieme di tratti caratteriali derivanti dal sesso anatomico e dal destino biologico, e comportava la subordinazione all'uomo».
Le tecnologie del genere sono, per de Lauretis, forme culturali - quali il linguaggio, la filosofia, la religione, la letteratura, le arti visive e i media - che alimentano e costruiscono il genere insieme con le forme istituzionali del diritto, della scuola, della famiglia. Il genere, pertanto, non è una semplice derivazione del sesso biologico, ma è una rappresentazione discorsiva e ha una natura artificiale. Ma il genere appartiene alla realtà concreta del singolo individuo e diviene autorappresentazione e componente dell'identità individuale: «il soggetto si ingenera, si produce in quanto soggetto nell'assumere, nel fare proprie o nell'identificarsi con gli effetti di senso e le posizioni specificate dal sistema sessuale di una data società», tanto più quanto maggiormente egli è soggetto alle tecnologie del genere.

#### Judith Butler e laqueer theory
Per Teresa de Lauretis, il genere, pur tenuto distinto dal sesso e dalla sessualità, è necessariamente interconnesso con la sessualità. Ma nell'ultimo scorcio del Novecento si affermano nuovi studi nei quali non solo il genere, ma anche sesso e sessualità sono intesi essere costruzioni discorsive e simboliche: diversamente dalla persona transessuale, che si identifica nel "sesso" opposto a quello assegnatogli alla nascita, il transgender è il soggetto che si identifica, che costruisce la propria identità al di là del proprio corpo e del proprio sesso, oltre la sessualità e il genere. Il transgender «non si riferisce a nulla se non alla propria natura di figura del discorso».

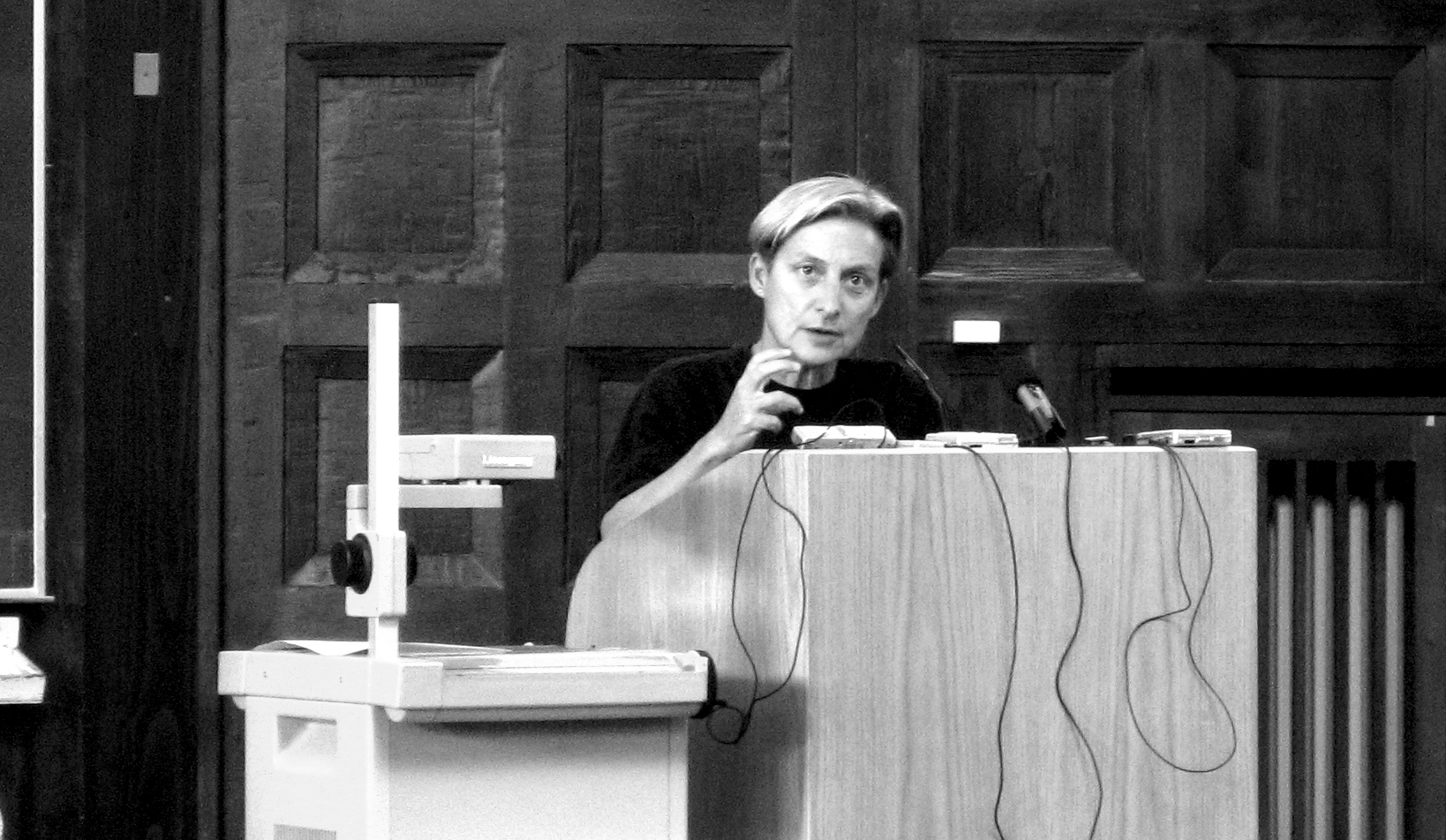
Judith Butler ad Amburgo nel 2007

Judith Butler (n. 1956), insegnante nell'Università di Berkeley, nel suo Gender Trouble (Il problema del genere, 1990) sostiene che non si possa parlare della «donna» in termini universali: si tratta infatti di una categoria complessa determinata dall'appartenenza alla classe, all'etnia, alla sessualità; lo stesso patriarcato non è una categoria universale, perché si è strutturato storicamente in forme e in luoghi diversi, esercitando diversamente la sua oppressione sulle donne.
La psicoanalisi e lo strutturalismo antropologico hanno teorizzato nel tabù dell'incesto e nel complesso di Edipo la trasformazione del sesso in genere; per Claude Lévi-Strauss essi stanno alla base dello scambio delle donne e dell'istituzione matrimoniale; per la psicoanalista inglese Joan Riviere la femminilità è una maschera che nasconde l'identificazione maschile e perciò anche il desiderio che una donna potrebbe avere per un'altra donna; per Freud, nel lutto e nella malinconia l'io si appropria dell'oggetto perduto rivestendosi dei suoi attributi.
Partendo da queste tre teorie, Butler afferma che l'incesto è «una fantasia culturale» e la presenza del tabù genera il suo desiderio, mentre l'imitazione e la maschera sono l'essenza del genere e l'identificazione con un genere è una forma di malinconia nella quale il sesso dell'oggetto proibito viene interiorizzato in quanto proibito. Per assicurare la stabilità dell'eterosessualità, occorre che la nozione dell'omosessualità esista ma sia proibita. Il tabù dell'incesto è dunque una legge che genera, regolarizza e approva l'eterosessualità, mentre rigetta come sovversiva l'omosessualità, ma né l'una né l'altra sono prodotti naturali, bensì culturali, sono infatti il prodotto di una legge.
Butler vorrebbe costruire un femminismo politico in cui il genere non sia pensato come rappresentativo di una categoria naturale o che vi sia assente. Anche la dualità soggetto-oggetto, un concetto base nella pratica femminista che cerca di riconsegnare alle donne lo statuto di soggetto e non di oggetto, è una divisione artificiale formata mediante la ripetizione e l'«esercizio della significazione». Da Teresa de Lauretis, Butler riprende l'idea che la parodia e il travestimento siano il presupposto della costruzione dell'identità di genere. Una politica positiva del femminismo deve perciò emergere ridisegnando i giochi dell'identità e mostrando come ogni tentativo di «essenzializzare» il genere sia destinato alla sconfitta.
Butler apriva così la strada alla queer theory, che ripensa l'identità fuori dal quadro normativo di una società che guarda alla sessuazione come costitutiva di un'economia binaria degli esseri umani, basata sull'idea della complementarità nella differenza e realizzata nella coppia eterosessuale. Non esistendo identità naturali, non esistono nemmeno identità deviate e ogni soggetto è libero di assumere qualunque identità, rimanendo ciascuna fluida e provvisoria. La «devianza» del soggetto queer sta piuttosto nel suo porsi polemicamente contro la «normalità» istituzionalizzata dalla tradizione maschilista.

### Il femminismo italiano

Corteo di femministe nel 1977

Una delle prime femministe in Italia fu Maria Malliani, contessa Traversari (Bergamo, 1841-1878). Di nobile e ricca famiglia bergamasca, Maria Malliani mise le proprie fortune a disposizione della causa dell'emancipazione delle donne dalle leggi e dal pregiudizio, spendendosi per l'eguaglianza di genere nel contesto della Lombardia di metà ottocento. Traduttrice di testi sui diritti delle donne e autrice di numerosi articoli per “La Donna”, Maria Malliani Traversari si suicidò alla vigilia della partenza per Parigi dove era attesa per il Congresso internazionale per i diritti della donna. La sua figura venne ricordata a livello globale all'interno del movimento femminista.
Al congresso del 1878 intervenne invece Anna Maria Mozzoni, pioniera del femminismo italiano, che fondò nel 1879 a Milano la "Lega promotrice degli interessi femminili", battendosi per il diritto al voto, diritto all'istruzione, all'accesso alle professioni e agli impieghi, e una riforma del diritto di famiglia. In Veneto 30 anni dopo, un'altra pioniera del femminismo italiano fu Elisa Salerno (1873-1957), la quale tenne dal 1909 al 1927 un giornale chiamato La Donna e il Lavoro dedicato alla donna intraprendente e impegnata in ambito lavorativo, in cui combatte tutto ciò che ostacola la dignità femminile.
Il moderno femminismo italiano nasce con la contestazione studentesca: a Trento si costituisce il circolo Lotta femminista e un collettivo di cinque donne pubblica nel 1972 un libro, La coscienza di sfruttata, che analizza la «questione femminile» da un punto di vista marxista: nella società capitalistica la donna è sfruttata due volte, sia come lavoratrice sia nel suo rapporto con l'uomo.
Nel 1969 si costituiscono il Fronte Italiano di Liberazione Femminile (FILF) e il Movimento per la Liberazione della Donna (MLD), espressione del Partito Radicale, che avanza richieste concrete: istituzione del divorzio, informazione sui metodi anticoncezionali, legalizzazione dell'aborto, creazione di asili nido.

#### Carla Lonzi

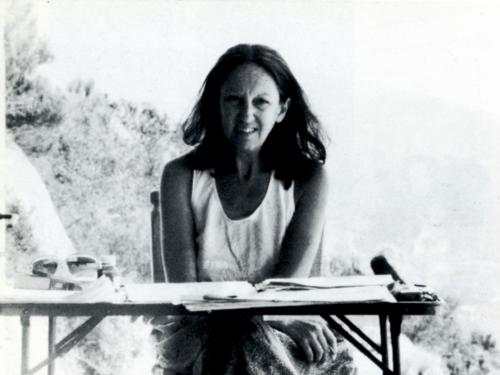
Carla Lonzi

Di questi collettivi fanno parte anche uomini. Il gruppo Rivolta Femminile, nato nel 1970 a Milano e a Roma, vuole invece essere esclusivamente femminile e accoglie tra le sue file, tra le altre, Elvira Banotti, che nel 1971 scrive sul problema dell'aborto Sfida femminile, la pittrice Carla Accardi, che scrive Superiore e inferiore, e Carla Lonzi (1931-1982), che redige con Accardi e Banotti il Manifesto di Rivolta Femminile e alla quale si devono i primi, più importanti testi femministi scritti in Italia, Sputiamo su Hegel, del 1970, e La donna clitoridea e la donna vaginale, del 1971.
Hegel, nella Fenomenologia dello spirito, teorizzava l'inferiorità della donna, giustificata dalle superiori esigenze della realizzazione dello Spirito. Nella famiglia, fratello e sorella sono differenti ma eguali, e però dalla famiglia il fratello esce per realizzarsi come «individualità che si volge verso altro e passa nella coscienza dell'universalità». Il destino della sorella è invece di divenire moglie e madre, restando dunque nell'ambito della famiglia, vincolata al particolare ed esclusa dall'universalità della comunità sociale. Non a caso le donne, sosteneva ancora Hegel nelle Lezioni di filosofia del diritto, «non sono fatte per le attività che richiedono una capacità universale, come le scienze più avanzate, la filosofia e certe forme di produzione artistica», né sanno agire «secondo esigenze di universalità, ma secondo inclinazioni e opinioni arbitrarie».

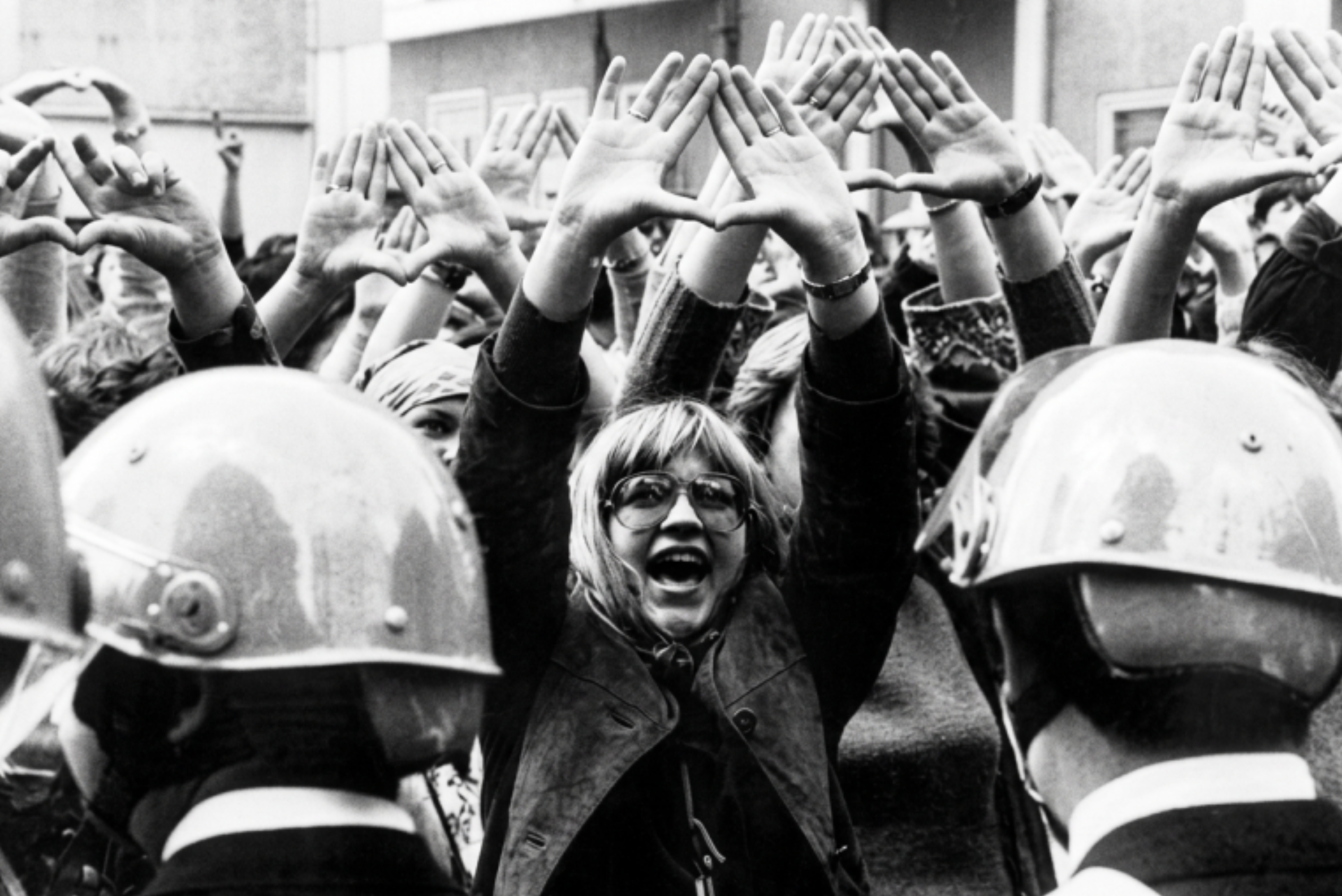
Manifestazione femminista

Si capisce allora come Carla Lonzi invitasse nel Manifesto a «sputare» sul filosofo tedesco, uno di coloro che avevano «mantenuto il principio della donna come essere aggiuntivo per la riproduzione della umanità, legame con la divinità o soglia del mondo animale; sfera privata e pietas», giustificando «nella metafisica ciò che era ingiusto e atroce nella vita della donna».
Oggi la donna è definita giuridicamente eguale all'uomo, ma si tratta, secondo Lonzi, di un tentativo ideologico per asservirla a più alti livelli, perché «la donna è l'altro rispetto all'uomo e l'uomo è l'altro rispetto alla donna» e liberarsi non vuole dire accettare la stessa vita dell'uomo, che «è invivibile», ma esprimere il suo senso dell'esistenza: «il mondo dell'eguaglianza è il mondo della sopraffazione legalizzata, dell'unidimensionale; il mondo della differenza è il mondo dove [...] la sopraffazione cede al rispetto della varietà e della molteplicità della vita. L'uguaglianza tra i sessi è la veste in cui si maschera oggi l'inferiorità della donna».
Anche nel rapporto più diretto e intimo con la donna, quello sessuale, l'uomo ha imposto alla donna il proprio piacere: «il piacere vaginale non è per la donna il piacere più profondo e completo, ma è il piacere ufficiale della cultura sessuale patriarcale». Come Anne Koedt, Carla Lonzi definisce «mito» l'orgasmo vaginale cui contrappone l'autentico piacere clitorideo e rileva come esistano due vere e proprie condizioni femminili, la «donna clitoridea» e la «donna vaginale». Quest'ultima ha accettato la sessualità che l'uomo le ha imposto, ma occorre liberarsi anche da questa primitiva oppressione patriarcale: «la donna clitoridea non ha da offrire all'uomo niente di essenziale, e non si aspetta niente di essenziale da lui. Non soffre della dualità, e non vuole diventare uno».

La polizia carica un corteo femminista

Le femministe manifestano a Roma l'8 marzo del 1972 in occasione della Giornata internazionale della donna e vengono caricate dalla polizia: Alma Sabatini - colei che nel 1987 pubblicherà le Raccomandazioni per un uso non sessista della lingua italiana – «finisce all'ospedale. Sembrò di essere tornati indietro di cento anni, quando le suffragette inglesi venivano percosse dai poliziotti perché chiedevano il voto».
Nel 1974 gli italiani respinsero il referendum abrogativo della legge sul divorzio promosso da Gabrio Lombardi, professore della Pontificia Università Gregoriana, e appoggiato dalla Democrazia Cristiana e dal Movimento Sociale. Le femministe iniziarono a mobilitarsi per il riconoscimento del diritto all'aborto, che venne approvato dal Parlamento il 6 giugno 1978 e confermato nel 1981 respingendo il referendum abrogativo.
Negli anni settanta e ottanta si costituiscono altri gruppi femministi in diverse città, nascono iniziative editoriali - L'Edizione delle Donne e La Tartaruga a Milano - e si pubblicano riviste esclusivamente dedicate alle tematiche femministe, come la DWF a Roma. Nel gennaio del 1983 esce nella rivista Sottosopra, espressione del gruppo milanese della Libreria delle donne, l'articolo Più donne che uomini che, rielaborato e ampliato, produce nel 1987 il libro Non credere di avere dei diritti.
Il movimento femminile in questi anni ha indubbiamente ottenuto dei successi, sia nel campo sociale, sia in quello personale, attraverso «la pratica politica dei rapporti tra donne», ma manca ancora «il modo di tradurre in realtà sociale l'esperienza, il sapere e il valore di essere donne». Nei rapporti sociali le donne si trovano in difficoltà, «perché l'essere donna, con la sua esperienza e i suoi desideri, non ha luogo in questa società, modellata dal desiderio maschile e dall'essere corpo di uomo». Una donna si può affermare nella società a condizione di modellarsi sull'uomo, a costo di una mutilazione di sé, dell'isolamento dalle proprie simili, in definitiva, a costo del «disprezzo per il proprio sesso. Questo rinnegamento della parte perdente, dentro e fuori di sé, fa sì che tra le poche donne affermate socialmente molte siano in sostanza delle conservatrici o delle reazionarie».
Per superare questa condizione di scacco e di inadeguatezza che la donna deve subire, occorre «sessualizzare i rapporti sociali», che vuol dire «toglierli dalla loro apparente neutralità e mostrare che nei modi socialmente correnti di rapportarsi ai propri simili una donna non si trovava integralmente né con il proprio piacere né con le proprie capacità».
Un programma che punti alla parità dei diritti tra i due sessi rappresenta una politica subordinata e della subordinazione, e «non tocca la sostanza del problema, e cioè che in questa società così com'è le donne non trovano né forti incentivi ad inserirsi né vera possibilità di affermarsi al meglio di sé. Una donna ci sta, ammesso che voglia starci, a disagio». Le politiche delle rivendicazioni sono forme politiche maschili, che portano all'omologazione della donna nell'universalità del modello maschile e negano la significazione della differenza sessuale.
Dal disagio dell'esistenza sociale la donna può uscire contrastando la cancellazione delle proprie «emozioni, desideri, motivazioni, comportamenti, criteri di giudizio, che non siano quelli rispondenti alla mascolinità, quelli cioè che ancora prevalgono nella società governandola fin nelle sue più libere espressioni», dunque «sessualizzando i rapporti sociali», mettendo cioè in rilievo la differenza sessuale e dandole voce e visibilità. Le donne non sono tutte eguali, esistono disparità che occorre valorizzare affidando ciascuna «a una propria simile - alla sua voglia di vincere, alla sua estraneità - per il proprio interesse, e stabilire così un legame materiale che mette in comunicazione cose che erano tacitate o distorte nel confronto individuale con la società maschile». Questo rapporto sociale di affidamento tra donne è contenuto e strumento della più generale politica di liberazione femminile.

#### Luisa Muraro
Luisa Muraro (n. 1940), esponente di spicco della Libreria delle Donne di Milano e membro della comunità di filosofe che si raccolgono a Verona sotto il nome di Diotima, ha pubblicato nel 1991 L'ordine simbolico della madre. Contro il dominante ordine simbolico paterno occorre costruire un diverso complesso culturale, concettuale e linguistico, l'ordine simbolico materno. Ogni costruzione implica un inizio: Platone situa l'inizio del sapere nel mito dell'uscita della caverna, Cartesio nella certezza di essere garantita dal pensiero, ma il primo sapere che ogni essere umano ha realmente sperimentato fin dai primi momenti della vita è «il saper amare la madre», e saper amare la madre «fa ordine simbolico».
La nostra primitiva relazione con la madre, instaurata nell'immediatezza della venuta al mondo e fatta di contatti, di gesti, di parole, di reciproca comunicazione nella quale non si distingue il corpo dalla mente e la mente dalla parola, è il luogo dell'immanenza, della presenza intera dell'essere. Saper amare la madre, l'esperienza di relazione con la madre, dà così il senso dell'essere, e il senso autentico dell'essere si manifesta nella coincidenza di avere senso ed essere vero. Saper amare la madre è dunque il principio della conoscenza, ma la rimozione culturale del nostro rapporto con la madre che si verifica con l'avvento della legge del patriarcato, la quale si sovrappone all'opera positiva della madre, ha l'effetto di scindere «la logica dall'essere ed è causa del nostro perdere e riperdere il senso dell'essere».
Si sa che a volte i figli sono allevati da donne che non sono le loro madri biologiche, ma la loro relazione mantiene le medesime caratteristiche che intercorrono nella relazione tra la madre naturale e la sua creatura: dunque l'elemento naturale non è rilevante nella relazione. Muraro deduce da questo fatto «la predisposizione simbolica» della madre a farsi sostituire senza danno «nell'opera di creazione del mondo che ella compie insieme alla sua creatura», e l'esistenza di una struttura, quella del «continuum materno», che attraverso la genealogia delle madri riporta ai primordi della vita. In questo continuum materno la creatura di sesso femminile si situa al centro, mentre «quella di sesso maschile ne sta fuori»: la differenza sessuale è dunque presente fin dalle origini nella relazione con la madre.
È da rilevare che Muraro rifiuta l'opposizione sesso/genere, equivalente in sostanza ad un'opposizione natura/cultura, presente in parte nel pensiero femminista nordamericano, che ella ritiene sia di fatto «tributaria del progetto maschile di rifare e soppiantare l'opera della madre». Ridurre la differenza sessuale all'opposizione tra genere e sesso «veicola l'idea che la confezione del corpo ad opera della madre sia separabile dai suoi significati culturali. Cioè, che la madre non pensi. O che il suo pensare sia un aspetto scarsamente rilevante della sua opera».

#### Clelia Romano Pellicano
Clelia Romano Pellicano (1873 - 1923) è stata una scrittrice e giornalista italiana e una pioniera del femminismo italiano e europeo. Sposò, il marchese e deputato Francesco Maria Pellicano dei duchi Riario-Sforza ed ebbe sette figli che allevò per lunghi periodi nella tenuta del marito di Gioiosa Ionica.

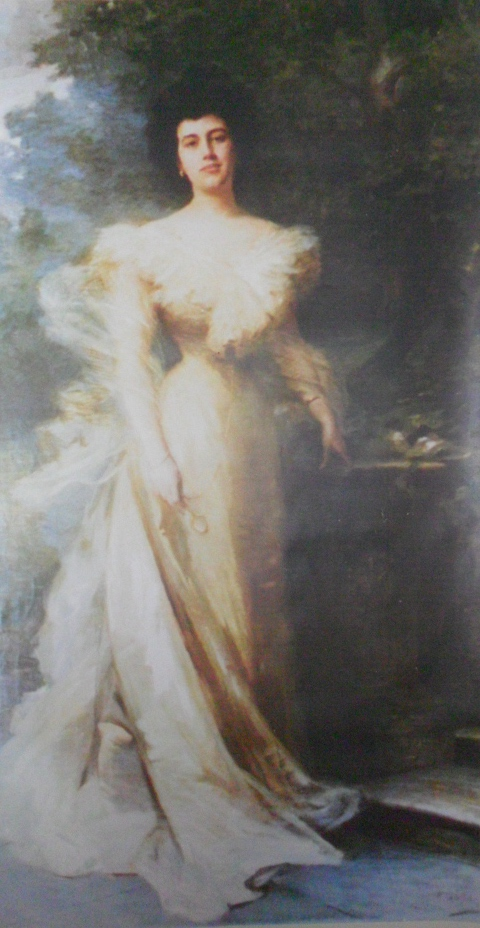
Clelia Romano Pellicano

Convinta europeista, sfruttò la sua posizione privilegiata e le sue conoscenze, partecipando a conferenze femministe e a battaglie per i diritti al voto e all'istruzione delle donne, dedicandosi all'affermazione di una dimensione extradomestica delle donne, e della rivendicazione del ruolo femminile nella stampa dell'epoca. Svolse il mestiere di giornalista, occupazione rara per una donna in quell'epoca, fu corrispondente della rivista mensile Nuova Antologia di Firenze, nella sede romana, nella quale scrivevano importanti scrittori dell'epoca come Pirandello, Verga, De Amicis, Grazia Deledda, ove pubblicò un'indagine sulle donne illustri nella storia di Reggio Calabria, e nel 1907 un'inchiesta sulle industrie e le operaie del capoluogo calabrese, (Donne e industrie nella Provincia di Reggio Calabria, Roma, "Nuova Antologia", 1907); nella stessa rivista, pubblicò anche inchieste sui meccanismi di potere in Calabria e il ruolo del clero.
Collaborò con la rivista Flegrea e con la rivista femminile torinese La Donna per la quale nel 1909 scrisse dei reportage come corrispondente da Londra, dove s'era recata in qualità di socia delegata del Consiglio Nazionale Donne Italiane (CNDI), per partecipare al Congresso Internazionale femminile che lei chiamava la "nostra alleanza", fondata dal 1902, col motto «Nelle cose essenziali unità, nelle non essenziali libertà, in tutte carità», con partecipazione di delegate da tutto il mondo, dall'Europa all'Australia alla Nuova Zelanda, fino a rappresentanti di paesi africani. Donna di grande cultura, la marchesa Pellicano, che parlava agevolmente inglese e francese, si distinse come rappresentante dell'Italia, degna di nota la sua dichiarazione augurale:

### Narrativa
- Nawal al-Sa'dawi, L'amore ai tempi del petrolio, traduzione di Marika Macco, introduzione di Luisa Morgantini, Altriarabi, Editrice il Sirente, Fagnano Alto, 2009,  pp. XVI-144 pp., ISBN 978-88-87847-16-1.
- Marie Cardinal, Le parole per dirlo, Bompiani, Milano, 2001,  pp. 304 pp., ISBN 88-452-4901-8.